# Список эпизодов мультсериала «Время приключений»
«Время приключений» — американский анимационный сериал, созданный Пендлтоном Уордом. «Время приключений» началось в 2007 году с пилотной серии для Random! Cartoons. В 2010—2018 годах на канале Cartoon Network транслировались десять сезонов сериала, в 2020—2021 годах на HBO Max вышли 4 выпуска «Далёких земель».
Переводы названий эпизодов здесь указаны из русского дубляжа Cartoon Network, но неточные вынесены в сноски и в списке заменены большей частью переводами Павла Самойлова.

## Список эпизодов
|  | Пилот      | Пилот      | Пилот      | Пилот | 22 января 2007   | 22 января 2007   | N/A             | N/A             | N/A              | N/A             | N/A              | N/A | N/A |
|  | 1          | 1          | 1          | 26    | 5 апреля 2010    | 27 сентября 2010 | 10 июля 2012    | 5 октября 2011  | 17 ноября 2012   | 4 июня 2013     | 9 апреля 2013    |     |     |
|  | 2          | 2          | 2          | 26    | 11 октября 2010  | 9 мая 2011       | 4 июня 2013     | 20 октября 2014 | 4 сентября 2013  | 4 июня 2013     | 4 сентября 2013  |     |     |
|  | 3          | 3          | 3          | 26    | 11 июля 2011     | 13 февраля 2012  | 25 февраля 2014 | TBA             | 5 марта 2014     | 25 февраля 2014 | 5 марта 2014     |     |     |
|  | 4          | 4          | 4          | 26    | 2 апреля 2012    | 22 октября 2012  | 7 октября 2014  | TBA             | 12 ноября 2014   | 7 октября 2014  | 12 ноября 2014   |     |     |
|  | 5          | 1          | 1          | 26    | 12 ноября 2012   | 1 июля 2013      | 14 июля 2015    | TBA             | 16 сентября 2015 | 14 июля 2015    | 16 сентября 2015 |     |     |
|  | 5          | 2          | 2          | 26    | 15 июля 2013     | 17 марта 2014    | 14 июля 2015    | TBA             |                  | 14 июля 2015    |                  |     |     |
|  | 6          | 6          | 6          | 43    | 21 апреля 2014   | 5 июня 2015      | TBA             | TBA             | TBA              | TBA             | TBA              | TBA | TBA |
|  | Мини-серии | Мини-серии | Мини-серии | 4     | 6 июля 2015      | 1 ноября 2015    | TBA             | TBA             | TBA              | TBA             | TBA              | TBA | TBA |
|  | 7          | 1          | 1          | 5     | 2 ноября 2015    | 6 ноября 2015    | TBA             | TBA             | TBA              | TBA             | TBA              | TBA | TBA |
|  | 7          | «Колья»    | «Колья»    | 8     | 16 ноября 2015   | 19 ноября 2015   | TBA             | TBA             | TBA              | TBA             | TBA              | TBA | TBA |
|  | 7          | 2          | 2          | 26    | 3 декабря 2015   | 19 ноября 2016   | TBA             | TBA             | TBA              | TBA             | TBA              | TBA | TBA |
|  | 8          | 8          | 8          | 14    | 23 января 2017   | 2 февраля 2017   | TBA             | TBA             | TBA              | TBA             | TBA              | TBA | TBA |
|  | 9          | 9          | 9          | 14    | 21 апреля 2017   | 21 июля 2017     | TBA             | TBA             | TBA              | TBA             | TBA              | TBA | TBA |
|  | 10         | 10         | 10         | 16    | 17 сентября 2017 | 3 сентября 2018  | TBA             | TBA             | TBA              | TBA             | TBA              | TBA | TBA |

## Пилот
| №                                                                                      | Название                             | Режиссёр                                    | Автор сценария | Дата премьеры  |
| -------------------------------------------------------------------------------------- | ------------------------------------ | ------------------------------------------- | -------------- | -------------- |
| 0                                                                                      | «Время приключений» «Adventure Time» | Ларри Лейхлитер Хьюго Моралес Пендлтон Уорд | Пендлтон Уорд  | 7 декабря 2008 |
| Пен (Финн в сериале) и Джейк спасают Принцессу Бубльгум от Ледяного (Снежного) Короля. |                                      |                                             |                |                |

## 1 сезон
| № | Название                                                           | Режиссёр        | Автор сценария                         | Дата премьеры    | Произв. код | Зрители (млн) |
| --- | ------------------------------------------------------------------ | --------------- | -------------------------------------- | ---------------- | ----------- | ------------- |
| 1 | «Заварушка на пирушке» «Slumber Party Panic»                       | Ларри Лейхлитер | Адам Муто Элизабет Ито                 | 5 апреля 2010    | 692-009     | 2.50          |
| Изобретённая Принцессой Бубльгум антитрупная сыворотка превратила умерших конфетных человечков в зомби. Теперь Финну предстоит охранять жителей Конфетного королевства от зомби, пока Принцесса дорабатывает свою сыворотку. При этом он должен сдержать Королевское Обещание, запрещающее рассказывать кому-либо о причинах произошедшего. |                                                                    |                 |                                        |                  |             |               |
| 2 | «Неладно что-то в Пупырчатом Королевстве» «Trouble in Lumpy Space» | Ларри Лейхлитер | Адам Муто Элизабет Ито                 | 5 апреля 2010    | 692-015     | 2.50          |
| Финн отправляется в Пупырчатое Королевство, чтобы спасти Джейка, заразившегося пупырчатостью. Если он не найдёт противоядие, его лучший друг навсегда останется пупырчатым. |                                                                    |                 |                                        |                  |             |               |
| 3 | «Заложники любви» «Prisoners of Love»                              | Ларри Лейхлитер | Пендлтон Уорд Адам Муто                | 12 апреля 2010   | 692-005     | 1.85          |
| Финн и Джейк попадают в плен к Снежному Королю и обнаруживают, что он держит за решёткой целую коллекцию принцесс Земли УУу. |                                                                    |                 |                                        |                  |             |               |
| 4 | «Деревяшка» «Tree Trunks»                                          | Ларри Лейхлитер | Бен Юн Шон Хименес                     | 12 апреля 2010   | 692-016     | 1.85          |
| Финн, Джейк и Деревяшка отправляются в Злой Тёмный Лес, чтобы исполнить заветную мечту Деревяшки — сорвать Хрустальное яблоко. |                                                                    |                 |                                        |                  |             |               |
| 5 | «Энхиридион!» «The Enchiridion!»                                   | Ларри Лейхлитер | Пендлтон Уорд Адам Муто Патрик МакХейл | 19 апреля 2010   | 692-001     | 2.10          |
| Финн и Джейк по просьбе Принцессы Бубльгум проходят ряд испытаний, чтобы завладеть волшебной книгой Энхиридион, которая достанется только праведным героям. |                                                                    |                 |                                        |                  |             |               |
| 6 | «Трясунчик» «The Jiggler»                                          | Ларри Лейхлитер | Лютер МакЛорен Армен Мирзаян           | 19 апреля 2010   | 692-011     | 2.10          |
| Финн и Джейк находят в лесу симпатичную зверюшку — Трясунчика, которая может петь и танцевать сутки напролёт. Однако Трясунчик оказывается не таким стойким, как казалось, вдобавок друзья не знают, как правильно ухаживать за ним. |                                                                    |                 |                                        |                  |             |               |
| 7 | «Сердечный парень Рикардио» «Ricardio the Heart Guy»               | Ларри Лейхлитер | Берт Юн Шон Хименес                    | 26 апреля 2010   | 692-007     | 1.91          |
| Финн уверен, что новый приятель Принцессы Бубльгум, Рикардио, вовсе не такой хороший, каким прикидывается. Вместе с Джейком он устраивает слежку за этим странным существом в форме сердца, и обнаруживает, что тот как-то связан со Снежным Королём.                                                                                       |                                                                    |                 |                                        |                  |             |               |
| 8 | «Время бизнеса» «Business Time»                                    | Ларри Лейхлитер | Лютер МакЛорен Армен Мирзаян           | 26 апреля 2010   | 692-014     | 1.91          |
| Финн и Джейк находят в айсберге команду Бизнесменов и нанимают их себе в помощники. |                                                                    |                 |                                        |                  |             |               |
| 9 | «Два моих любимых человека» «My Two Favorite People»               | Ларри Лейхлитер | Пендлтон Уорд Кент Осборн              | 3 мая 2010       | 692-004     | 1.65          |
| Джейк разрывается между лучшим другом и своей девушкой. Он находит, казалось бы, идеальное решение: проводить время одновременно и с Финном, и с Леди Ливнерог, и надеется, что они найдут общий язык. Так и происходит, но результат оказывается совсем не таким, какого хотелось Джейку.                                                  |                                                                    |                 |                                        |                  |             |               |
| 10 | «Воспоминания Горы Бум Бум» «Memories of Boom Boom Mountain»       | Ларри Лейхлитер | Берт Юн Шон Хименес                    | 3 мая 2010       | 692-010     | 1.65          |
| Финн поклялся, что придёт на помощь любому, кто его попросит, но как быть, когда желающих чересчур много и их желания расходятся между собой? |                                                                    |                 |                                        |                  |             |               |
| 11 | «Волшебник» «Wizard»                                               | Ларри Лейхлитер | Берт Юн Пит Браунгардт Адам Муто       | 10 мая 2010      | 692-020     | 1.82          |
| Финн и Джейк попадают на раздачу волшебства, но, как известно, бесплатный сыр бывает только в мышеловке. |                                                                    |                 |                                        |                  |             |               |
| 12 | «Выселены!» «Evicted!»                                             | Ларри Лейхлитер | Берт Юн Шон Хименес                    | 17 мая 2010      | 692-003     | 1.88          |
| В жизнь Финна и Джейка врывается Марселин, королева вампиров, и теперь друзьям приходится искать себе новый дом. |                                                                    |                 |                                        |                  |             |               |
| 13 | «Город воров» «City of Thieves»                                    | Ларри Лейхлитер | Берт Юн Шон Хименес                    | 24 мая 2010      | 692-012     | 1.83          |
| Финн и Джейк отправляются в Город воров, чтобы помочь девочке Пенни вернуть украденную цветочную корзинку. Их не пугают слова Древесной Ведьмы о том, что Город делает вором любого, кто вступит в него, ведь они — герои, но чистые сердцем, или нет?                                                                                      |                                                                    |                 |                                        |                  |             |               |
| 14 | «Ведьмин сад» «The Witch’s Garden»                                 | Ларри Лейхлитер | Кент Озборн Ники Янг Адам Муто         | 7 июня 2010      | 692-022     | 1.81          |
| Джейк оказывается лишённым магических способностей из-за пончика, который он сорвал в саду ведьмы. Теперь он должен вспомнить, как получил их, чтобы снова стать волшебным. |                                                                    |                 |                                        |                  |             |               |
| 15 | «Что такое жизнь?» «What Is Life?»                                 | Ларри Лейхлитер | Лютер МакЛорен Армен Мирзаян           | 14 июня 2010     | 692-017     | 1.64          |
| Чтобы отомстить Джейку, разыгравшего его, Финн мастерит из мусора К.Ш.Р. — Кексо Швырятельного Робота. В того ударяет молния и оживляет его, но он начинает вести себя странно — ведь молния была запущена Снежным Королём. |                                                                    |                 |                                        |                  |             |               |
| 16 | «Океан страха» «Ocean of Fear»                                     | Ларри Лейхлитер | Дж.Г. Квинтел Коул Санчес              | 21 июня 2010     | 692-025     | 2.00          |
| Джейк помогает Финну избавиться от панического страха перед океаном. |                                                                    |                 |                                        |                  |             |               |
| 17 | «Когда тают свадебные колокола» «When Wedding Bells Thaw»          | Ларри Лейхлитер | Кент Озборн Ники Янг                   | 28 июня 2010     | 692-013     | 1.92          |
| Ледяной Король решает покончить с прошлым и жениться. Он просит Финна и Джейка устроить ему мальчишник. Но его невеста ведёт себя слишком подозрительно и не выглядит очень счастливой… |                                                                    |                 |                                        |                  |             |               |
| 18 | «Подземелье» «Dungeon»                                             | Ларри Лейхлитер | Элизабет Ито Адам Муто                 | 12 июля 2010     | 692-023     | 2.48          |
| Сильнейшее желание Финна исследовать подземелье, несмотря на предостережения Джейка и Принцессы Бубльгум, заводит его в беду. |                                                                    |                 |                                        |                  |             |               |
| 19 | «Герцог» «The Duke»                                                | Ларри Лейхлитер | Элизабет Ито Адам Муто                 | 19 июля 2010     | 692-019     | 1.84          |
| Из-за Финна Принцесса Бубльгум становится лысой и зелёной как раз в день Великого Собрания Королей Ууу. Хуже того, она не знает, что это сделал Финн, и отправляет его арестовать невинного Герцога Орехов. |                                                                    |                 |                                        |                  |             |               |
| 20 | «Город уродов» «Freak City»                                        | Ларри Лейхлитер | Пендлтон Уорд Том Херпич               | 26 июля 2010     | 692-008     | 2.03          |
| Превращённый странным волшебником в гигантскую ногу, Финн присоединяется к живущей под мостом группе товарищей по несчастью. Быть гигантской ногой ему совсем не нравится, и Финн пытается вернуть всё на круги своя, хотя Джейк не поддерживает его в этом.                                                                                |                                                                    |                 |                                        |                  |             |               |
| 21 | «Донни» «Donny»                                                    | Ларри Лейхлитер | Кент Осборн Ники Янг Адам Муто         | 9 августа 2010   | 692-018     | —             |
| Финн и Джейк пытаются сделать хулигана Донни воспитанным и деликатным, однако, достигнув успеха, тем самым нарушают экологический баланс, частью которого было хулиганство Донни. |                                                                    |                 |                                        |                  |             |               |
| 22 | «Прислужник» «Henchman»                                            | Ларри Лейхлитер | Лютер МакЛорин Коул Санчес             | 23 августа 2010  | 692-021     | 2.17          |
| Финн из жалости занимает место старого слуги Марселин, надеясь, что ему удастся избежать выполнения её злых приказов. Однако приказы оказываются не такими уж и злыми. |                                                                    |                 |                                        |                  |             |               |
| 23 | «Сон в дождливый день» «Rainy Day Daydream»                        | Ларри Лейхлитер | Элизабет Ито Адам Муто                 | 6 сентября 2010  | 692-006     | 1.54          |
| В один день начался кинжальный дождь. Финн и Джейк теперь сидят дома и вдруг узнают, что у Джейка есть способность: всё, что он воображает, становится реальностью. |                                                                    |                 |                                        |                  |             |               |
| 24 | «Что вы наделали?» «What Have You Done?»                           | Ларри Лейхлитер | Пендлтон Уорд                          | 13 сентября 2010 | 692-002     | 2.17          |
| Принцесса Бубльгум велит Финну и Джейку арестовать Снежного Короля, ничего не объясняя им. Теперь им кажется, что они поступили плохо. |                                                                    |                 |                                        |                  |             |               |
| 25 | «Его герой» «His Hero»                                             | Ларри Лейхлитер | Кент Осборн Ники Янг Адам Муто         | 20 сентября 2010 | 692-026     | 1.83          |
| Великий воин Билли, кумир Финн и Джейка, говорит, что бороться со злом с помощью насилия нельзя. Друзья решают следовать его совету, но понимают, что лучше вернуться к старому доброму методу, и помогают Билли разобраться в его собственных чувствах.                                                                                    |                                                                    |                 |                                        |                  |             |               |
| 26 | «Вор Потрошитель» «Gut Grinder»                                    | Ларри Лейхлитер | Берт Ен Ако Кастуэра                   | 27 сентября 2010 | 692-024     | 1.77          |
| Финн и Джейк пускаются в погоню за похищенным золотом, которое украл таинственный Вор Потрошитель. Все его жертвы говорят, что злодей как две капли воды похож на Джейка, и тот начинает верить, что он и есть Вор Потрошитель. |                                                                    |                 |                                        |                  |             |               |

## 2 сезон
| № | Название                                                 | Режиссёр        | Автор сценария               | Дата премьеры   | Произв. код | Зрители (млн) |
| --- | -------------------------------------------------------- | --------------- | ---------------------------- | --------------- | ----------- | ------------- |
| 1 | «Пришелец из Темносферы» «It Came from the Nightosphere» | Ларри Лейхлитер | Адам Муто Ребекка Шуга       | 11 октября 2010 | 1002-029    | 2.001         |
| Финн выпускает отца Марселин, проживающего отдельно от неё, из Темносферы. Это приводит к тому, что её отец начинает поглощать души жителей Земли Ууу. |                                                          |                 |                              |                 |             |               |
| 2 | «Глаза» «The Eyes»                                       | Ларри Лейхлитер | Кент Осборн Сомвиль Эксайфон | 18 октября 2010 | 1002-031    | 2.264         |
| Финн и Джейк не могут уснуть из-за лошади, которая пристально наблюдает за ними своими большими глазами. |                                                          |                 |                              |                 |             |               |
| 3 | «Верность Королю» «Loyalty to the King»                  | Ларри Лейхлитер | Кент Осборн Сомвиль Эксайфон | 25 октября 2010 | 1002-027    | 2.541         |
| Снежный Король сбривает свою бороду после того, как похищенная им принцесса «бросила» его. Его новый облик привлекает других принцесс, и тогда он начинает извлекать выгоду из этой неожиданной возможности. |                                                          |                 |                              |                 |             |               |
| 4 | «Горячая кровь» «Blood Under the Skin»                   | Ларри Лейхлитер | Коул Санчес Бентон Коннер    | 1 ноября 2010   | 1002-028    | 1.952         |
| Поранив занозой палец, Финн ищет Волшебные Доспехи Зельдрона для самозащиты, но не может принять смущение. |                                                          |                 |                              |                 |             |               |
| 5 | «Расскажи мне сказочку» «Storytelling»                   | Ларри Лейхлитер | Ако Кастуэра Том Херпич      | 8 ноября 2010   | 1002-030    | 2.148         |
| Заболевший Джейк, лёжа в постели, просит Финна рассказать ему какую-либо историю, чтобы почувствовать себя лучше. Но Финн не уважает воображение и идёт в лес за приключениями, чтобы потом рассказать о них другу. |                                                          |                 |                              |                 |             |               |
| 6 | «Любовь слизняков» «Slow Love»                           | Ларри Лейхлитер | Бентон Коннер Коул Санчес    | 15 ноября 2010  | 1002-032    | 2.090         |
| Чтобы спасти свой дом, Финн и Джейк пытаются сосватать даму-улитку огромному слизняку по имени Снорлок, который использует их дом в качестве раковины. |                                                          |                 |                              |                 |             |               |
| 7 | «Энергичное животное» «Power Animal»                     | Ларри Лейхлитер | Адам Муто Ребекка Шуга       | 22 ноября 2010  | 1002-033    | 2.228         |
| Джейк должен сосредоточиться, чтобы спасти Финна, похищенного бандой злых гномов, стремящихся перевернуть Землю Ууу с ног на голову. |                                                          |                 |                              |                 |             |               |
| 8 | «Сила кристаллов» «Crystals Have Power»                  | Ларри Лейхлитер | Коул Санчес Джесс Монихан    | 29 ноября 2010  | 1002-036    | 2.002         |
| Финн и Джейк попадают в Хрустальное измерение, в котором правит Деревяшка, известная там как Кварцеона, приказавшая превратить Финна в кристалл. Джейк должен спасти друга от этого. |                                                          |                 |                              |                 |             |               |
| 9 | «Другие пироги» «The Other Tarts»                        | Ларри Лейхлитер | Ако Кастуэра Том Херпич      | 3 января 2011   | 1002-038    | 1.974         |
| Финн и Джейк добровольно предлагают помочь Принцессе Бубльгум с опасным назначением: доставить редкие и восхитительные пироги для Ежегодной Королевской Церемонии Чесания Спин. |                                                          |                 |                              |                 |             |               |
| 10 | «Состричь женский локон» «To Cut a Woman’s Hair»         | Ларри Лейхлитер | Кент Осборн Сомвиль Эксайфон | 10 января 2011  | 1002-035    | 1.886         |
| Финн должен получить локон волос от принцессы, чтобы спасти Джейка от лысеющей Древесной Ведьмы, но эта задача оказывается более трудной, чем ожидалось. |                                                          |                 |                              |                 |             |               |
| 11 | «Комната ледяных клинков» «The Chamber of Frozen Blades» | Ларри Лейхлитер | Адам Муто Ребекка Шуга       | 17 января 2011  | 1002-037    | —             |
| Финн и Джейк поджидают Снежного Короля и Гантера, думая, что они возвратятся с украденной принцессой, и находят секретное святилище Снежного Короля. |                                                          |                 |                              |                 |             |               |
| 12 | «Её родители» «Her Parents»                              | Ларри Лейхлитер | Ако Кастуэра Том Херпич      | 24 января 2011  | 1002-034    | 2.177         |
| Отношения Джейка с Леди Ливнерог в опасности, когда он обещает встретиться с её родителями, поскольку у обоих видов была долгая история войны друг с другом. |                                                          |                 |                              |                 |             |               |
| 13 | «Бобы» «The Pods»                                        | Ларри Лейхлитер | Кент Осборн Сомвиль Эксайфон | 31 января 2011  | 1002-039    | 1.944         |
| Финну и Джейку поручают защитить три волшебных боба. |                                                          |                 |                              |                 |             |               |
| 14 | «Тихий король» «The Silent King»                         | Ларри Лейхлитер | Джесси Мойнихэн Коул Санчес  | 7 февраля 2011  | 1002-040    | 1.532         |
| Финн становится королём клана гоблинов, чтобы прекратить насилие, но их странные правила не нравятся ему. |                                                          |                 |                              |                 |             |               |
| 15 | «Настоящий ты» «The Real You»                            | Ларри Лейхлитер | Адам Муто Ребекка Шуга       | 14 февраля 2011 | 1002-041    | 1.825         |
| Финн должен произнести речь на научном барбекю Принцессы Бубльгум и ищет быстрое решение, чтобы сделать себя умнее. |                                                          |                 |                              |                 |             |               |
| 16 | «Хранители солнечного света» «Guardians of Sunshine»     | Ларри Лейхлитер | Ако Кастуэра Том Херпич      | 21 февраля 2011 | 1002-042    | 1.729         |
| Финн и Джейк засасываются в одну из игр БиМО и они должны победить всех трёх боссов. |                                                          |                 |                              |                 |             |               |
| 17 | «Смерть в расцвете» «Death in Bloom»                     | Ларри Лейхлитер | Коул Санчес Джесси Мойнихэн  | 28 февраля 2011 | 1002-044    | 1.981         |
| Принцесса Бубльгум поручает Финну и Джейку присмотреть за растением, но оно гибнет от плохого ухода, и друзья отправляются к Земле мёртвых, чтобы вернуть его душу. |                                                          |                 |                              |                 |             |               |
| 18 | «Сильная Сьюзен» «Susan Strong»                          | Ларри Лейхлитер | Адам Муто Ребекка Шуга       | 7 марта 2011    | 1002-045    | 2.378         |
| Финн взволнован, обнаруживая в канализации около Конфетного королевства похожее на людей племя, но их жажда сладкого угрожает конфетному народу после знакомства одной из них с поверхностным миром. |                                                          |                 |                              |                 |             |               |
| 19 | «Таинственный поезд» «Mystery Train»                     | Ларри Лейхлитер | Кент Осборн Сомвиль Эксайфон | 14 марта 2011   | 1002-043    | 1.958         |
| Желая удивить Финна в его 13-й день рождения, Джейк берёт его на поезд, где они втягиваются в тайну убийств. |                                                          |                 |                              |                 |             |               |
| 20 | «Иди со мной» «Go With Me»                               | Ларри Лейхлитер | Ако Кастуэра Том Херпич      | 28 марта 2011   | 1002-046    | 1.270         |
| Марселин и Джейк дают совет Финну, как добиться, чтобы Принцесса Бубльгум посмотрела с ним кино. |                                                          |                 |                              |                 |             |               |
| 21 | «Брюхо зверя» «Belly of the Beast»                       | Ларри Лейхлитер | Кент Осборн Сомвиль Эксайфон | 4 апреля 2011   | 1002-047    | 1.640         |
| Чтобы вылечить боль в желудке гиганта, Финн и Джейк должны остановить праздник, происходящий в его животе. |                                                          |                 |                              |                 |             |               |
| 22 | «Предел» «The Limit»                                     | Ларри Лейхлитер | Коул Санчес Джесси Мойнихэн  | 11 апреля 2011  | 1002-048    | 1.693         |
| Финн и Джейк должны рискнуть всем, чтобы увидеть осуществление их мечты в центре волшебного лабиринта, исполняющего желания. |                                                          |                 |                              |                 |             |               |
| 23 | «Творцы видео» «Video Makers»                            | Ларри Лейхлитер | Кент Осборн Сомвиль Эксайфон | 18 апреля 2011  | 1002-051    | 1.733         |
| В «Киноклубе Финна и Джейка» компания друзей начинает смотреть древний фильм «Тепловой след 3», но прочтя заставку об «уголовном наказании за несанкционированный показ защищённых авторским правом фильмов», решают снять свободный фильм. Однако на съёмках Финн и Джейк ссорятся из-за жанра: первый хочет приключения, а второй — романтическую комедию. |                                                          |                 |                              |                 |             |               |
| 24 | «Тепловой след» «Heat Signature»                         | Ларри Лейхлитер | Ако Кастуэра Том Херпич      | 9 мая 2011      | 1002-050    | 1.975         |
| Марселин разыгрывает Финна и Джейка, которые считают, что они — вампиры, но позже её призрачные друзья заводят дело слишком далеко и пытаются убить их. |                                                          |                 |                              |                 |             |               |
| 25 | «Смертельная оплошность» (Часть 1) «Mortal Folly»        | Ларри Лейхлитер | Ребекка Шуга Адам Муто       | 2 мая 2011      | 1002-049    | 1.920         |
| Финн и Джейк должны найти Лича, в то время как Снежный Король пристаёт к ним, чтобы получить благословение для свадьбы с Принцессой Жвачкой. |                                                          |                 |                              |                 |             |               |
| 26 | «Смертельный ужас» (Часть 2) «Mortal Recoil»             | Ларри Лейхлитер | Коул Санчес Джесси Мойнихэн  | 2 мая 2011      | 1002-052    | 1.920         |
| Продолжение предыдущей серии. Принцесса Жвачка помещена в больницу после того, как Снежный Король случайно уронил её в колодец власти Лича. Но когда дух Лича завладевает Жвачкой, Финн и Джейк объединяются со Снежным Королём, чтобы остановить его. |                                                          |                 |                              |                 |             |               |

## 3 сезон
| № | Название                                                     | Режиссёр        | Автор сценария                         | Дата премьеры    | Произв. код       | Зрители (млн) |
| --- | ------------------------------------------------------------ | --------------- | -------------------------------------- | ---------------- | ----------------- | ------------- |
| 1 | «Прелестные завоеватели» «Conquest of Cuteness»              | Ларри Лейхлитер | Ако Кастуэра Том Херпич                | 11 июля 2011     | 1008-053          | 2.686         |
| Финн и Джейк подвергаются атаке Милого Короля, агрессивного, но безобидного. |                                                              |                 |                                        |                  |                   |               |
| 2 | «Идущие на смерть приветствуют тебя» «Morituri Te Salutamus» | Ларри Лейхлитер | Адам Муто Ребекка Шуга                 | 18 июля 2011     | 1008-054          | 1.784         |
| Финн и Джейк принимают участие в гладиаторской битве, которая, в конце концов, должна испытать силу их дружбы. |                                                              |                 |                                        |                  |                   |               |
| 3 | «Воспоминание о воспоминании» «Memory of a Memory»           | Ларри Лейхлитер | Ако Кастуэра Том Херпич                | 25 июля 2011     | 1008-057          | 2.255         |
| Финн и Джейк отправляются в путешествие по воспоминаниям Марселин, чтобы снять с неё заклинание сна. |                                                              |                 |                                        |                  |                   |               |
| 4 | «Убойщик» «Hitman»                                           | Ларри Лейхлитер | Джесси Мойнихэн Берт Юн                | 1 августа 2011   | 1008-055          | 2.273         |
| После очередного поражения Ледяной Король нанимает киллера, чтобы тот в отместку ударил Финна и Джейка. |                                                              |                 |                                        |                  |                   |               |
| 5 | «Слишком молодая» «Too Young»                                | Ларри Лейхлитер | Том Херпич Джесси Мойнихэн             | 8 августа 2011   | 1008-059          | 2.089         |
| Став более юной в конце второго сезона, из-за несовершеннолетия Принцесса Жвачка лишается возможности управлять государством. Инициативу берёт Герцог Лимонохват.                                                                       |                                                              |                 |                                        |                  |                   |               |
| 6 | «Чудовище» «The Monster»                                     | Ларри Лейхлитер | Кент Осборн Сомвиль Эксайфон           | 15 августа 2011  | 1008-056          | 2.242         |
| Серия посвящена проблемам личной жизни Принцессы Пупырчатого Королевства (ППК), сбежавшей из дома и угнетающей деревушку одного низкорослого народца.                                                                                   |                                                              |                 |                                        |                  |                   |               |
| 7 | «Неподвижные» «Still»                                        | Ларри Лейхлитер | Кент Осборн Сомвиль Эксайфон           | 22 августа 2011  | 1008-060          | 2.292         |
| Проснувшись утром, Финн и Джейк обнаруживают, что не могут даже пошевелиться — и виной тому Ледяной Король, жаждущий дружбы и веселья.                                                                                                  |                                                              |                 |                                        |                  |                   |               |
| 8 | «Битва волшебников» «Wizard Battle»                          | Ларри Лейхлитер | Ако Кастуэра Джесси Мойнихэн           | 29 августа 2011  | 1008-061          | 2.302         |
| Финн и Джейк принимают участие в битве волшебников, чтобы не дать Ледяному Королю выиграть главный приз — поцелуй Принцессы Жвачки. |                                                              |                 |                                        |                  |                   |               |
| 9 | «Фионна и Кейк» «Fionna and Cake»                            | Ларри Лейхлитер | Адам Муто Ребекка Шуга                 | 5 сентября 2011  | 1008-058          | 3.315         |
| Спин-офф, в котором у всех действующих лиц сериала другой пол. Поменялось ли при этом хоть что-нибудь в их отношениях? |                                                              |                 |                                        |                  |                   |               |
| 10 | «Чего не хватало» «What Was Missing»                         | Ларри Лейхлитер | Адам Муто Ребекка Шуга                 | 26 сентября 2011 | 1008-062          | 2.185         |
| Внезапное появление Повелителя дверей вынуждает Финна, Джейка, Жвачку и Марселин организовать музыкальную группу, усилиями которой должна открыться волшебная дверь.                                                                    |                                                              |                 |                                        |                  |                   |               |
| 11 | «Яблочный вор» «Apple Thief»                                 | Ларри Лейхлитер | Берт Юн Том Херпич                     | 3 октября 2011   | 1008-067          | 1.996         |
| У Деревяшки несчастье — кто-то украл все её яблоки! Раз очередной яблочный пирог теперь под большим вопросом, Финну и Джейку предстоит ввязаться в расследование происшествия и восстановить справедливость.                            |                                                              |                 |                                        |                  |                   |               |
| 12 | «Мурашки» «The Creeps»                                       | Ларри Лейхлитер | Ако Кастуэра Джесси Мойнихэн           | 17 октября 2011  | 1008-070          | 2.025         |
| Финн, Джейк и ещё четверо их друзей приглашены неизвестным в жуткий замок, напичканный привидениями. Кто их пригласил и зачем? Что за игру он ведёт?                                                                                    |                                                              |                 |                                        |                  |                   |               |
| 13 | «Всё хуже и хуже» «From Bad to Worse»                        | Ларри Лейхлитер | Кент Осборн Сомвиль Эксайфон           | 24 октября 2011  | 1008-064          | 2.216         |
| Конфетное королевство переживает вторую волну зомби-апокалипсиса, но на этот раз Принцесса Жвачка уже не может ничем помочь… |                                                              |                 |                                        |                  |                   |               |
| 14 | «Красотопия» «Beautopia»                                     | Ларри Лейхлитер | Адам Муто Ребекка Шуга                 | 7 ноября 2011    | 1008-065          | 1.922         |
| Сильная Сьюзен просит помощи в отвоевывании Красотопии — древнего места поселения человеков, захваченного ужасными лаб-глабами. |                                                              |                 |                                        |                  |                   |               |
| 15 | «Никто тебя не слышит» «No One Can Hear You»                 | Ларри Лейхлитер | Ако Кастуэра Джесси Мойнихэн           | 14 ноября 2011   | 1008-066          | 2.483         |
| Какой-то олень отправляет Финна прямиком в больницу с переломанными ногами. Придя в себя, тот обнаруживает Конфетное королевство практически полностью необитаемым…                                                                     |                                                              |                 |                                        |                  |                   |               |
| 16 | «Джейк против Ми-Мяу» «Jake vs. Me-Mow»                      | Ларри Лейхлитер | Адам Муто Ребекка Шуга                 | 21 ноября 2011   | 1008-071          | 2.263         |
| Гильдия убийц решила убить Принцессу Ягодку, но Финн и Джейк твёрдо намерены её защитить… Во всяком случае, Финн, потому как его пёс оказался перед страшным выбором: или он лично убьёт Принцессу, или его убьёт яд засланного убийцы. |                                                              |                 |                                        |                  |                   |               |
| 17 | «Спасибо» «Thank You»                                        | Ларри Лейхлитер | Том Херпич                             | 23 ноября 2011   | 1008-063          | 2.332         |
| История знакомства, а после и дружбы двух противоположностей — снежного голема и огненного волка. |                                                              |                 |                                        |                  |                   |               |
| 18 | «Новые рубежи» «The New Frontier»                            | Ларри Лейхлитер | Том Херпич Берт Юн                     | 28 ноября 2011   | 1008-072          | 2.387         |
| Джейку приснился сон о его смерти — верный признак скорого прощания с бренным телом. Но был ли сон вещим? |                                                              |                 |                                        |                  |                   |               |
| 1920 | «Весёлые секреты» «Holly Jolly Secrets»                      | Ларри Лейхлитер | Кент Осборн Сомвиль Эксайфон           | 5 декабря 2011   | 1008-068 1008-069 | 2.513         |
| Сдвоенная серия. Финн и Джейк смотрят видеодневник Ледяного Короля, откуда узнают море ненужной информации… и кое-что ещё. |                                                              |                 |                                        |                  |                   |               |
| 21 | «Шкаф Марселин» «Marceline’s Closet»                         | Ларри Лейхлитер | Ако Кастуэра Джесси Мойнихэн           | 12 декабря 2011  | 1008-073          | 2.504         |
| Если Марселин запрещает тебе заходить в её дом без спросу — именно туда тебя, в конце концов, и затянет. Интересно, что можно узнать о человеке, следя за ним из его собственного шкафа?                                                |                                                              |                 |                                        |                  |                   |               |
| 22 | «Бумажный Пит» «Paper Pete»                                  | Ларри Лейхлитер | Кент Осборн Сомвиль Эксайфон           | 16 января 2012   | 1008-075          | —             |
| Казалось бы, что за приключение можно найти в библиотеке? Непосильная задача? Только не для скучающего Финна! |                                                              |                 |                                        |                  |                   |               |
| 23 | «Другой путь» «Another Way»                                  | Ларри Лейхлитер | Том Херпич Берт Юн                     | 23 января 2012   | 1008-076          | —             |
| В поисках исцеляющих слёз циклопа Финн ищет и «свой путь», обнаруживая вместо очевидных решений, которых от него ожидают, свои собственные.                                                                                             |                                                              |                 |                                        |                  |                   |               |
| 24 | «Принцесса Призрак» «Ghost Princess»                         | Ларри Лейхлитер | Ако Кастуэра Джесси Мойнихэн           | 30 января 2012   | 1008-077          | —             |
| Финн расследует причину смерти Принцессы Призрак, которая теперь вынуждена скитаться в чуждом ей мире смертных. |                                                              |                 |                                        |                  |                   |               |
| 25 | «Папино подземелье» «Dad’s Dungeon»                          | Ларри Лейхлитер | Пендлтон Уорд Адам Муто Наташа Аллегри | 6 февраля 2012   | 1008-078          | 2.596         |
| Финн и Джейк находят послание их отца Джошуа, в котором тот рассказывает об ужасном испытании в Пещере, которое должно закалить их характер.                                                                                            |                                                              |                 |                                        |                  |                   |               |
| 26 | «Адское пламя» (Часть 1) «Incendium»                         | Ларри Лейхлитер | Адам Муто Ребекка Шуга                 | 13 февраля 2012  | 1008-074          | —             |
| Пока Финн в очередной раз льёт слёзы по Принцессе Жвачке, Джейк отправляется на поиски кого-нибудь возраста Финна, и добивается для друга руки Принцессы Огненного Королевства.                                                         |                                                              |                 |                                        |                  |                   |               |

## 4 сезон
| № | Название                                                          | Режиссёр        | Автор сценария                         | Дата премьеры    | Произв. код | Зрители (млн) |
| --- | ----------------------------------------------------------------- | --------------- | -------------------------------------- | ---------------- | ----------- | ------------- |
| 1 | «Горячая на ощупь» (Часть 2) «Hot to the Touch»                   | Ларри Лейхлитер | Коул Санчес Ребекка Шуга               | 2 апреля 2012    | 1008-082    | 2.655         |
| Финн влюбляется в Огненную Принцессу и пытается познакомиться с ней. |                                                                   |                 |                                        |                  |             |               |
| 2 | «Пять коротких шказок» «Five Short Graybles»                      | Ларри Лейхлитер | Том Херпич Скайлер Пейдж Коул Санчес   | 9 апреля 2012    | 1008-079    | —             |
| Кубер, существо из будущего рассказывает 5 историй. Как БиМО разговаривал со своим отражением. Как Финн и Джейк давали друг другу «дай пять». Как Принцесса Бубльгум делала сэндвич. Как ППК участвовала в конкурсе талантов. И как Снежный Король пытался вычислить плохой запах. |                                                                   |                 |                                        |                  |             |               |
| 3 | «Чудаки в паутине» «Web Weirdos»                                  | Ларри Лейхлитер | Ако Кастуэра Джесси Мойнихэн           | 16 апреля 2012   | 1008-081    | —             |
| Финн должен помочь паучьей паре, прежде чем их с Джейком съедят. |                                                                   |                 |                                        |                  |             |               |
| 4 | «Мечты о любви» «Dream of Love»                                   | Ларри Лейхлитер | Берт Юн Сомвиль Эксайфон               | 23 апреля 2012   | 1008-080    | —             |
| Деревяшка и Мистер Свин начинают встречаться, но их чрезмерно выразительная любовь многим неприятна. |                                                                   |                 |                                        |                  |             |               |
| 5 | «Возвращение в Темносферу» (Часть 1) «Return to the Nightosphere» | Ларри Лейхлитер | Ако Кастуэра Джесси Мойнихэн           | 30 апреля 2012   | 1008-085    | —             |
| Финн и Джейк просыпаются в Темносфере без воспоминаний, как они туда попали. Теперь им нужно выбраться отсюда и для этого найти Хансона Абадира — главу Темносферы и отца Марселин.                                                                                                |                                                                   |                 |                                        |                  |             |               |
| 6 | «Папочкин монстрик» (Часть 2) «Daddy’s Little Monster»            | Ларри Лейхлитер | Коул Санчес Ребекка Шуга               | 30 апреля 2012   | 1008-086    | —             |
| Узнав, что Хансон Абадир обманом превратил Марселин в злого демона, Финн и Джейк решают ей помочь. |                                                                   |                 |                                        |                  |             |               |
| 7 | «По твоим следам» «In Your Footsteps»                             | Ларри Лейхлитер | Том Херпич Скайлер Пейдж               | 7 мая 2012       | 1008-083    | —             |
| Медведь дружится с Финном, однако Джейк думает, что он хочет украсть личность Финна. |                                                                   |                 |                                        |                  |             |               |
| 8 | «Волк-обнимашка» «Hug Wolf»                                       | Ларри Лейхлитер | Берт Юн Сомвиль Эксайфон               | 14 мая 2012      | 1008-084    | —             |
| Альфа-Волк-обнимашка превращает Финна в Бета-волка-обнимашку, и Джейк должен спасти друга. |                                                                   |                 |                                        |                  |             |               |
| 9 | «Моя жена — Принцесса Чудовище» «Princess Monster Wife»           | Ларри Лейхлитер | Берт Юн Сомвиль Эксайфон               | 28 мая 2012      | 1008-088    | —             |
| Ледяной Король собрал принцессу из похищенных частей тела других принцесс. |                                                                   |                 |                                        |                  |             |               |
| 10 | «Голиада» «Goliad»                                                | Ларри Лейхлитер | Том Херпич Скайлер Пейдж               | 4 июня 2012      | 1008-087    | —             |
| Принцесса Жвачка создаёт свою преемницу — Голиаду, которая будет руководить Конфетным королевством после её смерти, однако Голиада выходит за рамки. |                                                                   |                 |                                        |                  |             |               |
| 11 | «За гранью земной реальности» «Beyond This Earthly Realm»         | Ларри Лейхлитер | Джесси Мойнихэн Ако Кастуэра           | 11 июня 2012     | 1008-089    | —             |
| Когда Финн дотрагивается до фарфорового ягнёнка, то попадает в мир духов, где его видит только Снежный Король. |                                                                   |                 |                                        |                  |             |               |
| 12 | «Попался!» «Gotcha!»                                              | Ларри Лейхлитер | Ребекка Шуга Коул Санчес               | 18 июня 2012     | 1008-090    | 2.392         |
| Чтобы провести исследование для своих мемуаров о мужчинах, Принцесса Пупырчатого Королевства устраивается на работу к Финну и Джейку. |                                                                   |                 |                                        |                  |             |               |
| 13 | «Принцесса Печенька» «Princess Cookie»                            | Ларри Лейхлитер | Том Херпич Скайлер Пейдж               | 25 июня 2012     | 1008-091    | —             |
| Финн и Джейк отправляются спасать заложников от Печеньки, который так пытался получить корону Принцессы Жвачки, чтобы самому стать правителем (принцессой). Джейк после беседы с ним начинает сочувствовать Печеньке.                                                              |                                                                   |                 |                                        |                  |             |               |
| 14 | «Карточные войны» «Card Wars»                                     | Ларри Лейхлитер | Сомвиль Эксайфон Берт Юн               | 16 июля 2012     | 1008-092    | —             |
| Финн и Джейк играют в игру «Карточные войны», но когда Финн стал выигрывать, он узнал что-то о Джейке и этой игре. |                                                                   |                 |                                        |                  |             |               |
| 15 | «Сыны Марса» «Sons of Mars»                                       | Ларри Лейхлитер | Джесси Мойнихэн Ако Кастуэра           | 23 июля 2012     | 1008-093    | —             |
| Волшебный Чел превращает Джейка в себя, чтобы избежать казни на Марсе. |                                                                   |                 |                                        |                  |             |               |
| 16 | «Тихо сгорая» «Burning Low»                                       | Ларри Лейхлитер | Коул Санчес Ребекка Шуга               | 30 июля 2012     | 1008-094    | 3.504         |
| Джейк думает, что Принцесса Жвачка начинает ревновать Финна к Огненной Принцессе. |                                                                   |                 |                                        |                  |             |               |
| 17 | «БиМО Нуар» «BMO Noire»                                           | Ларри Лейхлитер | Том Херпич Скайлер Пейдж               | 6 августа 2012   | 1008-095    | —             |
| БиМО расследует дело о пропавшем носке Финна. |                                                                   |                 |                                        |                  |             |               |
| 18 | «Король Червь» «King Worm»                                        | Ларри Лейхлитер | Берт Юн Сомвиль Эксайфон Стив Вулфхард | 13 августа 2012  | 1008-096    | —             |
| Финн застревает в своём сне и, чтобы выбраться из него, ему нужно найти Короля Червей. |                                                                   |                 |                                        |                  |             |               |
| 19 | «Леди и Пыжка» «Lady & Peebles»                                   | Ларри Лейхлитер | Коул Санчес Ребекка Шуга               | 20 августа 2012  | 1008-098    | 2.754         |
| Принцесса Бубльгум и Леди Ливнерог отправляются на поиски Финна и Джейка, которые пропали без вести несколько недель назад после битвы со Снежным Королём. Подруги понимают, что за этим стоит Рикардио.                                                                           |                                                                   |                 |                                        |                  |             |               |
| 20 | «Ты создала меня» «You Made Me»                                   | Ларри Лейхлитер | Том Херпич Джесси Мойнихэн             | 27 августа 2012  | 1008-099    | —             |
| Лимонохват каждую ночь подглядывает за жителями Конфетного королевства. |                                                                   |                 |                                        |                  |             |               |
| 21 | «Кто победит?» «Who Would Win»                                    | Ларри Лейхлитер | Джесси Мойнихэн Ако Кастуэра           | 3 сентября 2012  | 1008-097    | —             |
| Финн и Джейк вызывают на битву монстра, но в итоге сражаются друг с другом. |                                                                   |                 |                                        |                  |             |               |
| 22 | «Точка воспламенения» «Ignition Point»                            | Ларри Лейхлитер | Сомвиль Эксайфон Берт Юн               | 17 сентября 2012 | 1008-101    | 2.256         |
| Финн и Джейк проникают в Огненное Королевство и случайно обнаруживают заговор против Огненного Короля. |                                                                   |                 |                                        |                  |             |               |
| 23 | «Нехитрое дельце» «The Hard Easy»                                 | Ларри Лейхлитер | Том Херпич Скайлер Пейдж               | 1 октября 2012   | 1008-100    | 2.643         |
| Вуби Ву просит Финна и Джейка защитить его народ от Мега Жабы. |                                                                   |                 |                                        |                  |             |               |
| 24 | «Правление Гантеров» «Reign of Gunters»                           | Ларри Лейхлитер | Джесси Мойнихэн Ако Кастуэра           | 8 октября 2012   | 1008-102    | 1.845         |
| С помощью Демонического Глаза Желаний Гантер создаёт клонов и захватывает Конфетное королевство. |                                                                   |                 |                                        |                  |             |               |
| 25 | «Я помню тебя» «I Remember You»                                   | Ларри Лейхлитер | Коул Санчес Ребекка Шуга               | 15 октября 2012  | 1008-103    | 2.535         |
| Ледяной Король решил попросить Марселин помочь с созданием песни. Среди записей, взятых Ледяным Королём для вдохновения, она находит газеты и фотографии тысячелетней давности. |                                                                   |                 |                                        |                  |             |               |
| 26 | «Лич» (Часть 1) «The Lich»                                        | Ларри Лейхлитер | Том Херпич Скайлер Пейдж               | 22 октября 2012  | 1008-104    | 2.589         |
| Финн, Джейк и Билли пытаются остановить Лича, который хочет уничтожить мир. |                                                                   |                 |                                        |                  |             |               |

## 5 сезон

### 1 часть
| 1 |                                                                             |                 |                                |                 |          |       |
| 1 | «Финн Парнишка» (Часть 2) «Finn the Human»                                  | Ларри Лейхлитер | Том Херпич Джесси Мойнихэн     | 12 ноября 2012  | 1014-105 | 3.435 |
| Финн и Джейк гонятся за Личем и попадают во Временну́ю Комнату, где обитает почти всемогущий исполнитель желаний Призмо. Лич пожелал, чтобы все умерли, однако у Финна и Джейка тоже есть по желанию. Финн загадывает, чтобы Лича никогда не существовало. |                                                                             |                 |                                |                 |          |       |
| 2 | «Джейк Пёс» (Часть 3) «Jake the Dog»                                        | Ларри Лейхлитер | Коул Санчес Ребекка Шуга       | 12 ноября 2012  | 1014-106 | 3.435 |
| Желание Финна перемещает его в альтернативную реальность (Фермомир), где Великую Войну Грибов 1000 лет назад предотвратил Саймон Петриков ценой своей жизни. Финн пытается спасти свою семью от Банды Судьбы и надевает Ледяную Корону, получая магические способности и безумие, что приводит к взрыву старой мутагенной мегабомбы, от которой среди прочего погибает местная Марселин, а обычный пёс Джейк превращается в Лича. Во временной комнате Джейк старается исправить всё это. |                                                                             |                 |                                |                 |          |       |
| 3 | «Ещё пять коротких шказок» «Five More Short Graybles»                       | Ларри Лейхлитер | Том Херпич Стив Вулфхард       | 19 ноября 2012  | 1014-107 | 2.603 |
| Ещё 5 историй от существа из будущего: как Финн и Джейк тыкали во всё пальцами, как Марселин искала новую гитару, как Деревяшка собрала свою полицию, как Снежный Король играл с ногой будто с женой и как БиМО вновь играл со своим отражением. |                                                                             |                 |                                |                 |          |       |
| 4 | «На дереве» «Up a Tree»                                                     | Ларри Лейхлитер | Скайлер Пейдж Сомвиль Эксайфон | 26 ноября 2012  | 1014-108 | 2.376 |
| Финн забросил фрисби на большое дерево и решает достать его без помощи Джейка. Однако дерево таит в себе много тайн. |                                                                             |                 |                                |                 |          |       |
| 5 | «Маленький народец» «All the Little People»                                 | Ларри Лейхлитер | Джесси Мойнихэн Ако Кастуэра   | 3 декабря 2012  | 1014-109 | 2.530 |
| Волшебный Чел подбрасывает Финну мешочек с живыми уменьшенными копиями персонажей сериала. Игра с ними затягивает Финна с головой. |                                                                             |                 |                                |                 |          |       |
| 6 | «Папа Джейк» «Jake the Dad»                                                 | Ларри Лейхлитер | Том Херпич Стив Вулфхард       | 7 января 2013   | 1014-111 | 3.190 |
| У Леди Ливнерог и Джейка появляются пять щенков. Джейк воспитывает их с помощью маминого руководства. |                                                                             |                 |                                |                 |          |       |
| 7 | «Дэйви» «Davey»                                                             | Ларри Лейхлитер | Скайлер Пейдж Сомвиль Эксайфон | 14 января 2013  | 1014-112 | 2.310 |
| Из-за геройства Финна его поклонники надоедают ему своей назойливостью, поэтому он решает создать альтер эго. |                                                                             |                 |                                |                 |          |       |
| 8 | «Таинственное подземелье» «Mystery Dungeon»                                 | Ларри Лейхлитер | Джесси Мойнихэн Ако Кастуэра   | 21 января 2013  | 1014-113 | 2.709 |
| Ледяной Король, КШР, Деревяшка, Шелби и Лимонохват оказываются в таинственном подземелье по воле первого, и, чтобы выбраться, им нужно объединиться. |                                                                             |                 |                                |                 |          |       |
| 9 | «Это всё твоя вина» «All Your Fault»                                        | Ларри Лейхлитер | Том Херпич Стив Вулфхард       | 28 января 2013  | 1014-115 | 2.710 |
| Принцесса Бубльгум отправляет Финна и Джейка к Лимонохватам, чтобы они расследовали причину голода в их замке. |                                                                             |                 |                                |                 |          |       |
| 10 | «Чудик» «Little Dude»                                                       | Адам Муто       | Коул Санчес Майкл Дефордж      | 4 февраля 2013  | 1014-114 | 2.602 |
| Шапка Финна оживает после прикосновения волшебника. |                                                                             |                 |                                |                 |          |       |
| 11 | «Плохой мальчишка» «Bad Little Boy»                                         | Ларри Лейхлитер | Коул Санчес Ребекка Шуга       | 18 февраля 2013 | 1014-110 | 3.077 |
| Принцессам не нравится фанфик Ледяного Короля о Фионне и Пирожке, и Марселин придумывают свою историю про Маршалла Ли. |                                                                             |                 |                                |                 |          |       |
| 12 | «Склеп с костями» «Vault of Bones»                                          | Адам Муто       | Кент Осборн Сомвиль Эксайфон   | 25 февраля 2013 | 1014-116 | 2.700 |
| Финн берёт Огненную Принцессу в путешествие по подземелью, чтобы помочь ей разобраться в своих мыслях. Однако Финн ведёт себя не так, как хочет Принцесса. |                                                                             |                 |                                |                 |          |       |
| 13 | «Великий Птицечел» «The Great Bird Man»                                     | Нат Кэш         | Джесси Мойнихэн Ако Кастуэра   | 4 марта 2013    | 1014-117 | 2.579 |
| Финн и Джейк находят Птицечела, который оказывается Сергиоком, бывшим королём гоблинов, который начал новую жизнь. |                                                                             |                 |                                |                 |          |       |
| 14 | «Саймон и Марси» «Simon & Marcy»                                            | Адам Муто       | Коул Санчес Ребекка Шуга       | 25 марта 2013   | 1014-118 | 2.600 |
| Марселин рассказывает Финну и Джейку историю о её приключениях с Саймоном в заброшенном городе после Великой Войны Грибов 996 лет назад. |                                                                             |                 |                                |                 |          |       |
| 15 | «Глюк есть глюк» «A Glitch Is a Glitch»                                     | Дэвид О’Рейли   | Дэвид О’Рейли                  | 1 апреля 2013   | 1014-120 | 2.004 |
| Ледяной Король создаёт компьютерный вирус, который уничтожит всё кроме него и Принцессы Бубльгум. |                                                                             |                 |                                |                 |          |       |
| 16 | «Эй, Подушка» «Puhoy»                                                       | Нат Кэш         | Том Херпич Стив Вулфхард       | 8 апреля 2013   | 1014-119 | 2.750 |
| Финн забирается в форт из подушек, попадает в подушечный мир и проживает там целую жизнь. |                                                                             |                 |                                |                 |          |       |
| 17 | «БиМО потерялся» «BMO Lost»                                                 | Нат Кэш         | Том Херпич Стив Вулфхард       | 15 апреля 2013  | 1014-123 | 2.394 |
| БиМО был похищен орлом и хочет вернуться назад. Он встречает Пузырька и малыша Рикки, и они решают вместе отправиться домой. |                                                                             |                 |                                |                 |          |       |
| 18 | «Обед с принцессами» «Princess Potluck»                                     | Адам Муто       | Коул Санчес Кент Осборн        | 22 апреля 2013  | 1014-122 | 2.271 |
| Ледяного Короля не приглашают на пикник с принцессами, и теперь он хочет сорвать его любой ценой. |                                                                             |                 |                                |                 |          |       |
| 19 | «Конь Джеймс Бакстер» «James Baxter the Horse»                              | Адам Муто       | Пендлтон Уорд Сомвиль Эксайфон | 6 мая 2013      | 1014-124 | 2.210 |
| Финн и Джейк восхищаются способностью Джеймса Бакстера веселить других и решают делать грустных людей весёлыми. |                                                                             |                 |                                |                 |          |       |
| 20 | «Шшш!» «Shh!»                                                               | Элизабет Ито    | Грэм Фальк                     | 13 мая 2013     | 1014-129 | 2.350 |
| Финн и Джейк спорят, кто дольше сможет не говорить и использовать для общения только надписи на табличках, чем очень пугают БиМО. Тогда БиМО натравляет на них девушек в бикини. Эпизод посвящён одному из сценаристов сериала Армену Мирзаяну, погибшему в ДТП. |                                                                             |                 |                                |                 |          |       |
| 21 | «Кавалер» «The Suitor»                                                      | Нат Кэш         | Джесси Мойнихэн Томас Веллманн | 20 мая 2013     | 1014-130 | 2.409 |
| Мятный Лакей получает задание — найти для Принцессы Жвачки кавалера, но принцессе интересна только работа в лаборатории. |                                                                             |                 |                                |                 |          |       |
| 22 | «Вечеринка окончена, сеньорита Остров» «The Party’s Over, Isla de Señorita» | Элизабет Ито    | Коул Санчес Кент Осборн        | 27 мая 2013     | 1014-131 | 2.107 |
| Ледяной Король решает отказаться от попыток добиться Принцессы Жвачки и начать новую жизнь. Он уплывает на лодке из Земли Ууу, но терпит кораблекрушение. Его выбрасывает на остров, который оказывается женщиной. |                                                                             |                 |                                |                 |          |       |
| 23 | «Последнее дело» «One Last Job»                                             | Нат Кэш         | Джесси Мойнихэн Ако Кастуэра   | 10 июня 2013    | 1014-121 | 2.380 |
| Джейк-младшая связалась с плохой компанией, и Джейк должен воссоединиться со своей старой бандой для последней работёнки, чтобы спасти дочь. |                                                                             |                 |                                |                 |          |       |
| 24 | «Другие пять коротких шказок» «Another Five More Short Graybles»            | Нат Кэш         | Том Херпич Стив Вулфхард       | 17 июня 2013    | 1014-132 | 2.270 |
| 5 историй от Кубера, происходящих с Финном и Джейком, Принцессой Жвачкой, Ледяным Королём, Лимонохватами и Булкой с корицей. |                                                                             |                 |                                |                 |          |       |
| 25 | «Конфетные улицы» «Candy Streets»                                           | Элизабет Ито    | Сомвиль Эксайфон Люк Пирсон    | 24 июня 2013    | 1014-133 | 2.087 |
| Принцессу Пупырку ограбили, но она падает в обморок прежде, чем успевает рассказать детали. Финн и Джейк играют в полицейских и расследуют это дело. |                                                                             |                 |                                |                 |          |       |
| 26 | «Только волшебники, дурачьё» «Wizards Only, Fools»                          | Нат Кэш         | Джесси Мойнихэн Томас Веллманн | 1 июля 2013     | 1014-134 | 2.499 |
| Старчи заболевает и требует только магического лекарства, и Финн, Джейк и Принцесса Бубльгум отправляются в город волшебников, чтобы найти нужное. |                                                                             |                 |                                |                 |          |       |

### 2 часть
| 2 |                                                                 |                   |                                       |                  |                   |       |
| 27 | «Костюм из Джейка» «Jake Suit»                                  | Элизабет Ито      | Коул Санчес Кент Осборн               | 15 июля 2013     | 1014-135          | 2.457 |
| Джейку надоело, что Финн использует его тело как доспехи, и уговаривает его поменяться местами. |                                                                 |                   |                                       |                  |                   |       |
| 28 | «Быть чем-то бо́льшим» «Be More»                                 | Нат Кэш           | Том Херпич Стив Вулфхард              | 22 июля 2013     | 1014-136          | 2.670 |
| Чтобы спасти БиМО, Финн и Джейк маскируются под МО и проникают на МО-завод. |                                                                 |                   |                                       |                  |                   |       |
| 29 | «Небесная Ведьма» «Sky Witch»                                   | Нат Кэш           | Джесси Мойнихэн Ако Кастуэра          | 29 июля 2013     | 1014-138          | 2.075 |
| Марселин следит за Небесной Ведьмой и обращается за помощью к Принцессе Жвачке. |                                                                 |                   |                                       |                  |                   |       |
| 30 | «Мороз и пламя» «Frost & Fire»                                  | Элизабет Ито      | Сомвиль Эксайфон Люк Пирсон           | 5 августа 2013   | 1014-137          | 3.009 |
| Огненная Принцесса и Ледяной Король сражаются друг с другом. Финн видит вещий сон и хочет снова повторить схватку. В результате он теряет контроль, признаётся Огненной Принцессе, что подстроил драку и они расстаются. |                                                                 |                   |                                       |                  |                   |       |
| 31 | «Слишком стара» «Too Old»                                       | Нат Кэш           | Том Херпич Стив Вулфхард              | 12 августа 2013  | 1014-140          | 2.384 |
| После расставания с Огненной Принцессой, Финн вместе с Принцессой Жвачкой посещают Замок Лимонохватов. |                                                                 |                   |                                       |                  |                   |       |
| 32 | «Земля и вода» «Earth & Water»                                  | Элизабет Ито      | Сомвиль Эксайфон Сео Ким              | 2 сентября 2013  | 1041-141          | 1.864 |
| Пока Огненная Принцесса переживает из-за расставания с Финном, Принцесса Жвачка с её согласия проводит исследование её силы. В итоге Огненная Принцесса стала новым правителем Огненного Королевства. |                                                                 |                   |                                       |                  |                   |       |
| 33 | «Сэндвич времени» «Time Sandwich»                               | Элизабет Ито      | Коул Санчес Кент Осборн               | 9 сентября 2013  | 1014-139          | 1.984 |
| Волшебный Чел крадёт бутерброд у Джейка, и Финн с Джейком нарушают законы пространства-времени, чтобы вернуть его. |                                                                 |                   |                                       |                  |                   |       |
| 34 | «Хранилище» «The Vault»                                         | Нат Кэш           | Джесси Мойнихэн Ако Кастуэра          | 16 сентября 2013 | 1014-142          | 2.256 |
| У Финна появляется лунатизм, ему снятся сны про Зелёную Леди, призрака из серии «Мурашки». Джейк и БиМО помогают другу проникнуть в его подавленные воспоминания и раскрыть секрет из прошлого. |                                                                 |                   |                                       |                  |                   |       |
| 35 | «Любовные игры» «Love Games»                                    | Элизабет Ито      | Кент Осборн Энди Ристейно Коул Санчес | 23 сентября 2013 | N/A               | 2.022 |
| Если Принцесса Слизь не найдёт мужа, то уступит своё королевство сестре, которая создала армию для вторжения куда-нибудь. Финн решает помочь Принцессе, однако для этого ему нужно выиграть «Любовные игры». |                                                                 |                   |                                       |                  |                   |       |
| 36 | «Поезд подземелий» «Dungeon Train»                              | Нат Кэш           | Том Херпич Стив Вулфхард              | 30 сентября 2013 | 1041-144          | 2.043 |
| Финн и Джейк находят поезд, в каждом вагоне которого обитают новые злодеи, которых нужно победить. Джейку вскоре становится скучно в этом поезде, а Финн, наоборот, не хочет уходить. |                                                                 |                   |                                       |                  |                   |       |
| 37 | «Коробочный Принц» «Box Prince»                                 | Элизабет Ито      | Сомвиль Эксайфон Сео Ким              | 7 октября 2013   | 1014-145          | 1.991 |
| Финн встречает Коробочного принца, кота с коробкой на спине, и узнаёт, что Коробочное Королевство было захвачено самозванцем. Теперь Финн должен помочь настоящему принцу вернуться на трон. |                                                                 |                   |                                       |                  |                   |       |
| 38 | «Жажда красного» «Red Starved»                                  | Нат Кэш           | Джесси Мойнихэн Ако Кастуэра          | 14 октября 2013  | N/A               | 1.772 |
| Финн, Джейк и Марселин попадают в ловушку в пещере. Если Марселин не утолит жажду, то выпьет кровь Джейка, поэтому Финн отправляется на поиски чего-нибудь красного. |                                                                 |                   |                                       |                  |                   |       |
| 39 | «Мы починили грузовик» «We Fixed a Truck»                       | Элизабет Ито      | Энди Ристейно Коул Санчес             | 21 октября 2013  | N/A               | 2.018 |
| Финн находит старый грузовик, и Джейк звонит Банановому Челу, чтобы тот помог с ремонтом. БиМО, работая всю ночь, слышит по радио программу о том, что Принцессу Жвачку подменили рептилией. |                                                                 |                   |                                       |                  |                   |       |
| 40 | «Детский час» (Часть 1) «Play Date»                             | Элизабет Ито      | Сео Ким Кент Осборн Сомвиль Эксайфон  | 4 ноября 2013    | 1041-149          | 1.916 |
| Финн и Джейк устают от выходок Ледяного Короля и приглашают Абракаданиэля, чтобы отвлечь его. |                                                                 |                   |                                       |                  |                   |       |
| 41 | «Яма» (Часть 2) «The Pit»                                       | Нат Кэш           | Ако Кастуэра Джесси Мойнихэн          | 18 ноября 2013   | N/A               | 2.273 |
| Кровавый демон похищает Джейка и кидает его в свою яму. Финн и Леди Ливнерог объединяются, чтобы спасти друга. |                                                                 |                   |                                       |                  |                   |       |
| 42 | «Джеймс» «James»                                                | Элизабет Ито      | Энди Ристейно Коул Санчес             | 25 ноября 2013   | 1014-151          | 2.614 |
| Финн и Джейк сопровождают Принцессу Жвачку во время изучения ею Пустыни чудес. После нападения на судно монстров, они подозревают, что в этом виноват помощник Джеймс. |                                                                 |                   |                                       |                  |                   |       |
| 43 | «Мистер Газировка» «Root Beer Guy»                              | Адам Муто         | Грэм Фальк                            | 2 декабря 2013   | 1014-153          | 1.842 |
| Мистер Газировка утверждает, что Финн и Джейк украли Принцессу Жвачку, однако ему никто не верит. |                                                                 |                   |                                       |                  |                   |       |
| 44 | «Яблочная свадьба» «Apple Wedding»                              | Нат Кэш           | Том Херпич Стив Вулфхард              | 13 января 2014   | 1014-148          | 1.857 |
| Деревяшка и мистер Свин празднуют свадьбу года. |                                                                 |                   |                                       |                  |                   |       |
| 45 | «Травяной клинок» «Blade of Grass»                              | Элизабет Ито      | Сео Ким Сомвиль Эксайфон              | 20 января 2014   | 1014-154          | 2.610 |
| Финн и Джейк решают, что пора заменить старый сломанный меч. Однако новый травяной меч, который Финн купил у таинственного старика, оказывается проклят. |                                                                 |                   |                                       |                  |                   |       |
| 46 | «Погремушкин» «Rattleballs»                                     | Элизабет Ито      | Энди Ристейно Коул Санчес             | 27 января 2014   | 1014-156          | 2.213 |
| Финн встречает на конфетной свалке жвачного робота. Он просит потренировать его в бою на мечах, но вскоре обнаруживает тёмный секрет своего наставника. |                                                                 |                   |                                       |                  |                   |       |
| 47 | «Красный трон» «The Red Throne»                                 | Элизабет Ито      | Сео Ким Сомвиль Эксайфон              | 10 февраля 2014  | 1014-158          | 2.107 |
| Огненный король вырывается из своего заключения и захватывает контроль над королевством. Огненная Принцесса обращается за помощью к Финну. |                                                                 |                   |                                       |                  |                   |       |
| 48 | «Бетти» «Betty»                                                 | Адам Муто Нат Кэш | Ако Кастуэра Джесси Мойнихэн          | 24 февраля 2014  | 1014-155          | 1.713 |
| Магическое заклинание в Городе Волшебников превращает Ледяного Короля обратно в Саймона. С помощью Финна, Джейка и Марселин он находит способ вернуть свою возлюбленную Бетти. Вот только… без своей волшебной короны Саймон едва не умирает. |                                                                 |                   |                                       |                  |                   |       |
| 49 | «Просчёт во времени» «Bad Timing»                               | Адам Муто         | Кент Осборн Пендлтон Уорд             | 3 марта 2014     | 1014-160          | 1.446 |
| Принцесса Пупырчатого Королевства, пытаясь пережить расставание с Брэдом, встречает в баре своего бывшего одноклассника Джонни, с которым вскоре сближается. Однако приглашение Джонни на королевский ужин вызывает у ППК ревность и заставляет её использовать изобретённую Принцессой Жвачкой машину времени. |                                                                 |                   |                                       |                  |                   |       |
| 5051 | «Лимончик Надежды» «Lemonhope»                                  | Нат Кэш           | Том Херпич Стив Вулфхард              | 10 марта 2014    | 1014-152 1014-157 | 1.967 |
| Сдвоенная серия. Часть первая: Устав от постоянных разговоров Принцессы Жвачки об ответственности и, желая истинной свободы, Лимончик Надежды отправляется на величайшее приключение своей жизни. Часть вторая: После скитаний по пустыне Лимончик Надежды встречает охотника на монстров Флэнеля, с которым продолжает путешествие. Однако Лимончик не может стать по-настоящему свободным, и мысли из прошлого всё ещё преследуют его. |                                                                 |                   |                                       |                  |                   |       |
| 52 | «Список самых важных дел Билли» (Часть 1) «Billy’s Bucket List» | Адам Муто Нат Кэш | Ако Кастуэра Джесси Мойнихэн          | 17 марта 2014    | 1014-159          | 2.335 |
| Финн находит список дел Билли и, в честь памяти героя, решает завершить оставшиеся дела. |                                                                 |                   |                                       |                  |                   |       |

## 6 сезон
| № | Название                                                                  | Режиссёр       | Автор сценария                               | Дата премьеры   | Произв. код | Зрители (млн) |
| --- | ------------------------------------------------------------------------- | -------------- | -------------------------------------------- | --------------- | ----------- | ------------- |
| 1 | «Пробуждение» (Часть 2) «Wake Up»                                         | Элизабет Ито   | Энди Ристейно Коул Санчес                    | 21 апреля 2014  | 1025-166    | 3.321         |
| Финн и Джейк собираются найти настоящего отца Финна, который находится в Цитадели. Для этого им придётся пойти на совершение космического преступления. |                                                                           |                |                                              |                 |             |               |
| 2 | «Побег из Цитадели» (Часть 3) «Escape From the Citadel»                   | Адам Муто      | Том Херпич Стив Вулфхард                     | 21 апреля 2014  | 1025-163    | 3.321         |
| Финн и Джейк следуют за Личем до Цитадели, где Финн встречает своего настоящего отца Мартина и вновь побеждает Лича. Но Мартин опять сбегает. |                                                                           |                |                                              |                 |             |               |
| 3 | «Джеймс II» «James II»                                                    | Элизабет Ито   | Сео Ким Сомвиль Эксайфон                     | 28 апреля 2014  | 1025-164    | 2.033         |
| Финн и Джейк узнают, что новый Джеймс регулярно инсценировал свою смерть, заставляя ПБ создавать новых клонов, чтобы получить больше посмертных медалей. Тем временем настоящий Джеймс вместе со слизневыми монстрами приближаются к Конфетному королевству. |                                                                           |                |                                              |                 |             |               |
| 4 | «Башня» «The Tower»                                                       | Андрес Салафф  | Том Херпич Стив Вулфхард                     | 5 мая 2014      | 1025-168    | 2.101         |
| Финну не нравится ни одна из замен его руки, поэтому он строит башню в космос, чтобы вернуть свою старую руку и отомстить отцу. |                                                                           |                |                                              |                 |             |               |
| 5 | «Грустное лицо» «Sad Face»                                                | Адам Муто      | Грэм Фальк                                   | 12 мая 2014     | 1025-162    | 1.774         |
| Раз в месяц, пока Джейк спит, его хвост отправляется работать клоуном в бродячем цирке жуков. |                                                                           |                |                                              |                 |             |               |
| 6 | «Бризи» «Breezy»                                                          | Андрес Салафф  | Дерек Баллард Джесси Мойнихэн                | 5 июня 2014     | 1025-165    | 2.274         |
| Цветок, выросший на месте отсутствующей руки Финна, начинает увядать, поэтому Доктор Принцесса наказывает ему как следует развлечься. Поэтому Финн решает вернуться в любовную игру, в чём ему помогает дружелюбная пчела Бризи. |                                                                           |                |                                              |                 |             |               |
| 7 | «Пищевая цепочка» «Food Chain»                                            | Масааки Юаса   | Масааки Юаса                                 | 12 июня 2014    | 1025-161    | 1.970         |
| На экскурсии в Музее Естествознания Конфетного королевства Финн и Джейк изучают пищевую цепочку путём становления её звеньями. |                                                                           |                |                                              |                 |             |               |
| 8 | «Мебель и мясо» «Furniture & Meat»                                        | Элизабет Ито   | Кент Осборн Коул Санчес                      | 19 июня 2014    | 1025-171    | 1.856         |
| Решив потратить накопившееся богатство, Финн и Джейк отправляются в Ягодное Королевство. |                                                                           |                |                                              |                 |             |               |
| 9 | «Принц, который хотел всего» «The Prince Who Wanted Everything»           | Адам Муто      | Адам Муто Кент Осборн Эмили Партридж Берт Юн | 26 июня 2014    | 1025-167    | 2.476         |
| Красивый и чувствительный Принц Пупырчатого Королевства сбегает от своих жестоких родителей, чтобы начать новую жизнь. |                                                                           |                |                                              |                 |             |               |
| 10 | «Нечто большое» «Something Big»                                           | Андрес Салафф  | Джесси Мойнихэн                              | 3 июля 2014     | 1025-170    | 1.948         |
| Конфетное королевство под руководством Принцессы Жвачки отражает массированные атаки Небесной Ведьмы Майи. |                                                                           |                |                                              |                 |             |               |
| 11 | «Младший брат» «Little Brother»                                           | Элизабет Ито   | Мадлен Флорес Адам Муто                      | 10 июля 2014    | 1025-172    | 2.095         |
| В результате несчастного случая на вечеринке у Шелби появляется младший брат. С подачи Джейка червячок решает наставить братишку на путь борьбы с плохими парнями. |                                                                           |                |                                              |                 |             |               |
| 12 | «Окарина» «Ocarina»                                                       | Андрес Салафф  | Том Херпич Стив Вулфхард                     | 17 июля 2014    | 1025-173    | 1.861         |
| Устав от выходок Джейка, его сын Ким Кил Ван решает принять меры, чтобы заставить отца перестать дурачиться и заняться делом. |                                                                           |                |                                              |                 |             |               |
| 13 | «Спасибо за яблочки, Джузеппе!» «Thanks for the Crabapples, Giuseppe!»    | Элизабет Ито   | Сео Ким Сомвиль Эксайфон                     | 24 июля 2014    | 1025-174    | 2.180         |
| Ледяной Король вместе с группой отверженных волшебников — Абракаданиэлем, Дарующим Жизнь Волшебником, Рон Джеймсом, Чувачком, Бо, Человеком-Листом и подобранным по пути незнакомцем, отправляется на автобусе в мистическое путешествие. |                                                                           |                |                                              |                 |             |               |
| 14 | «День принцесс» «Princess Day»                                            | Элизабет Ито   | Сео Ким Сомвиль Эксайфон                     | 31 июля 2014    | 1025-169    | 1.910         |
| Во время собрания в честь Дня Принцесс Марселин и обиженная Принцессой Завтрак ППК объединяются, чтобы отомстить. |                                                                           |                |                                              |                 |             |               |
| 15 | «Возмездие» «Nemesis»                                                     | Андрес Салафф  | Дерек Баллард Джесси Мойнихэн                | 7 августа 2014  | 1025-175    | 1.900         |
| Жаждущее справедливости таинственное существо по имени Миротворец собирается свергнуть Принцессу Жвачку и свести старые счёты со своим заклятым врагом — Мятным Лакеем. |                                                                           |                |                                              |                 |             |               |
| 16 | «Бюро расследований Джошуа и Маргарет» «Joshua & Margaret Investigations» | Элизабет Ито   | Энди Ристейно Коул Санчес                    | 14 августа 2014 | 1025-176    | 2.045         |
| История о том, как Джейк родился и обрёл магические способности. В поисках новых дел для расследования родители Финна и Джейка натыкаются на сверхъестественную угрозу в лесу. |                                                                           |                |                                              |                 |             |               |
| 17 | «Призрачная муха» «Ghost Fly»                                             | Коул Санчес    | Грэм Фальк Коул Санчес                       | 28 октября 2014 | 1025-181    | 1.298         |
| Джейк убивает муху и жалеет об этом, когда она начинает регулярно посещать и атаковать Домик на дереве. |                                                                           |                |                                              |                 |             |               |
| 18 | «Джейк вездесущий» «Everything’s Jake»                                    | Коул Санчес    | Сео Ким Сомвиль Эксайфон                     | 24 ноября 2014  | 1025-184    | 1.590         |
| Волшебный Чел, будучи размером с муху, вкалывает Джейку магическое зелье. Он тут же засыпает и его лицо проникает в живот. В этом мире Джейка знают все, в том числе и его лучший друг Гус (Goose). Джейк очень хочет есть, и в поисках еды пытается выбраться наружу. Его приводят на фабрику и хотят поставить на нём опыт. Джейк отказывается, за что его запирают в тюрьме. Но Гус приходит его спасать. |                                                                           |                |                                              |                 |             |               |
| 19 | «Ты ли это?» «Is That You?»                                               | Андрес Салафф  | Джесси Мойнихэн                              | 25 ноября 2014  | 1025-182    | 1.760         |
| После того, как Джейк съел последний огурчик Призмо, он начинает воспроизводить воспоминания из прошлого. Финн выясняет почему он это делает и попадает в «План Б» Призмо и пытается оживить того. |                                                                           |                |                                              |                 |             |               |
| 20 | «Джейк Кирпич» «Jake the Brick»                                           | Кент Осборн    | Кент Осборн                                  | 26 ноября 2014  | 1025-177    | 2.000         |
| Джейк исполняет самую странную мечту своей жизни, становясь кирпичом в стене ветхого амбара. Финн находит дома карту месторасположения Джейка, и отправляется на поиски. Повидав его, оставляет рацию для переговоров, но Джейк забыл про неё. Вскоре ему стало скучно, и он начинает описывать происходящее вокруг. Главным героем его рассказа становится зайчишка. |                                                                           |                |                                              |                 |             |               |
| 21 | «Дантист» «Dentist»                                                       | Андрес Салафф  | Том Херпич Стив Вулфхард                     | 28 ноября 2014  | 1025-188    | 1.400         |
| У Финна очень сильно заболел зуб, и все ему говорят идти к «Дантисту». Он соглашается, но не сразу. Его опускают в колодец со змеями и гнилым маслом. В итоге Финн попадает к муравьям работающим в «Дантисте». Ему пришлось пройти очень сложное испытание вместе с Тиффани. |                                                                           |                |                                              |                 |             |               |
| 22 | «Охладитель» «The Cooler»                                                 | Коул Санчес    | Коул Санчес Энди Ристейно                    | 4 декабря 2014  | 1025-186    | 1.841         |
| После затухания огненного ядра в Огненном Королевстве все жители теряют силы. Принцесса Пламя объединяется с Принцессой Жвачкой. Она проводит Жвачку в потаённое место своего королевства и узнает про неё неожиданную новость. |                                                                           |                |                                              |                 |             |               |
| 23 | «Пижамная война» «The Pajama War»                                         | Коул Санчес    | Сео Ким Сомвиль Эксайфон                     | 8 января 2015   | 1025-189    | 2.040         |
| Во время пижамной вечеринки в замке Конфетного королевства, Финн и Принцесса Бубльгум удаляются в шкаф по правилам игры. Там Бубльгум показывает Финну тайное место дворца. В это время на вечеринке у конфетных человечков развивается паника, а Джейк сидит вдали и наблюдает за этим, поедая чипсы. Конфетные жители решили, что Принцесса Жвачка и Финн умерли от нехватки воздуха, и принялись воевать за власть и корону. |                                                                           |                |                                              |                 |             |               |
| 24 | «Вечнозелёный» «Evergreen»                                                | Андрес Салафф  | Том Херпич Стив Вулфхард                     | 10 ноября 2014  | 1025-178    | 1.750         |
| Ледяной маг по имени Вечнозелёный пытается создать корону, которая исполнит заветное желание её первого носителя, помешать смертоносной комете уничтожить всю жизнь на планете, но для этого ему нужен мощный источник энергии. Этим источником является рубин. Но его не так-то просто достать. Вечнозелёный его похищает. Хозяин рубина врывается в пещеру к ледяному магу за своей вещью. Сюжет складывается так, что короной овладевает его прислужник мага Гантер. Это первый эпизод сериала, действие в котором происходит до Грибной Войны. |                                                                           |                |                                              |                 |             |               |
| 25 | «Астральный полёт» «Astral Plane»                                         | Андрес Салафф  | Джесси Мойнихэн Джиллиан Тамаки              | 22 января 2015  | 1025-180    | 1.860         |
| На кемпинге Финн во сне совершает астральное путешествие, в котором посещает разных жителей Земель Ууу и узнает, что к Земле приближается огромная комета. |                                                                           |                |                                              |                 |             |               |
| 26 | «Золотые звёзды» «Gold Stars»                                             | Элизабет Ито   | Сео Ким Сомвиль Эксайфон                     | 29 января 2015  | 1025-179    | 1.850         |
| У Крошки Сви, бывшего Лича, приёмного ребёнка Мистера Свина и Деревяшки, наступил первый день в школе. До школы его проводили Финн, Джейк и армия Банановых стражей. По дороге у Финна возник вопрос, остался ли он в душе он Личем, или нет? В школе задиры невзлюбили его и стали дразнить. Раздался звонок и начался урок, а Крошка Сви остался сидеть на улице. Его заметили «Настоящий король земель Ууу» и его «адвокат» по имени Торонто. Они предложили ему изучать танец живота и спустя несколько минут пошли развлекать с ним народ. Люди смеялись, а «король» и Торонто крали у них золотые вещи и деньги. Взамен они давали Крошке Сви «золотые звёзды». Так продолжалось несколько дней, пока он не раскрыл тайну и не вспомнил о своих злых силах… |                                                                           |                |                                              |                 |             |               |
| 27 | «Гость» «The Visitor»                                                     | Андрес Салафф  | Том Херпич Стив Вулфхард                     | 5 февраля 2015  | 1025-183    | 1.170         |
| Ночью, когда Финн и Джейк спят, на землю упала комета. В своём сне Финн преследует её с младенцем Финном. Утром он просыпается, и оказывается, что он спал уже 2 дня. Его очень сильно мучит жажда и в поисках воды он находит деревню, в которой живут снеговики-коротышки. Посреди деревни возвышается упавший корабль Мартина, его отца. Сам же Мартин сидит на дереве и управляет коротышками, чтобы они построили ему новый корабль. |                                                                           |                |                                              |                 |             |               |
| 28 | «Гора» «The Mountain»                                                     | Андрес Салафф  | Сэм Альден Джесси Мойнихэн                   | 12 февраля 2015 | 1025-187    | 1.670         |
| Во время бессонной ночи Лимонохват, глядя на крышу своей кровати, решается пойти за духовным просвещением на гору Мэтью. В это время Финн и Джейк наблюдают за Райским рукопожатием, но обнаружили, что рядом Принцесса Пламя и Булка с корицей выполняют упражнения. Финну это не понравилось и он тоже решил уйти на гору Мэтью. На пути Финна и Лимонохвата появляются три зеркала с разными для них изображениями. Для Лимонохвата это Принцесса Бубльгум, играющая в мяч, управляющий в его царстве Лимончик Надежды и его прошлое, в котором он играет в «Дочки-матери» с куклой. Он выбирает «Дочки-матери» и попадает в неизвестное. А для Финна это упражняющиеся Булка с корицей и Принцесса Пламя, Финн-Кексы, которые приготовил Джейк и странная синяя бабочка. Он выбирает бабочку и попадает к Мэтью. |                                                                           |                |                                              |                 |             |               |
| 29 | «Тёмно-фиолетовый» «Dark Purple»                                          | Адам Муто      | Слоун Леонг Адам Муто                        | 19 февраля 2015 | 1025-185    | 2.150         |
| Настал день «Супер-Порпа» (Super Porp). Финн, Джейк, Марселин и БиМО сидят и ждут новой партии этого напитка около автомата. Прилетает дрон с полной коробкой банок и наполняет его. В это время Марселин ностальгирует по тому, как пила в детстве «Супер-Порп». Финна это смущает, и он задаётся вопросом: «…как одна и та же газировка производится спустя сотни лет после Грибных войн?» Он хочет выяснить, в чём тут подвох, но Джейк его отговаривает. В это время над ними летает дрон и сканирует их на «подходящую цель», но ни они не подходят. Спустя некоторое время три дрона с «Супер-Порпом» прилетают в подземелье к рыболюдям и Сильной Сьюзен. Она ненавидит этот напиток, поэтому вместе с двумя подругами отговаривает жителей от питья. Один из дронов обнаруживает «подходящую цель» — младенца в руках молодой мамы, похищая его. Сьюзен с подругами отправляются за ними на завод «Супер-Порпа», который оказывается очень странным местом. |                                                                           |                |                                              |                 |             |               |
| 30 | «Дневник» «The Diary»                                                     | Коул Санчес    | Джиллиан Тамаки                              | 26 февраля 2015 | 1025-190    | 1.910         |
| Т.В., сын Джейка и Леди Ливнерог, сидит и играет за компьютером. Леди беспокоится о том, что он целый день играет. Джейк же, напротив, не беспокоится, а даже поощряет это занятие. Немного спустя, Джейк просит Т.В. сходить за шоколадкой. Тот направляется в Конфетное королевство и спускается под главный мост. Вытащив оттуда шоколадный кирпич, он находит в луже дневник девушки с инициалами Б. К. В нём та рассказывала о своей любви к Джастину. Т.В. не спал всю ночь, заинтригованно читал дневник, но последние страницы оказались оборваны. Тогда Т.В. вознамерился найти эти страницы, в чём ему помогает Джейк. Рказалось, что дневник написала Бетси Кекс, ставшая медсестрой. |                                                                           |                |                                              |                 |             |               |
| 31 | «Грецкие орехи и дождь» «Walnuts & Rain»                                  | Андрес Салафф  | Том Херпич                                   | 5 марта 2015    | 1025-193    | 1.680         |
| Финн и Джейк возвращаются домой после очередной битвы, а по дороге рассказывают друг другу, что будут делать дальше. Но вдруг Финн провалился в яму. Джейк побежал его спасать, но ему помешала ветка дерева грецкого ореха. В итоге он потерял сознание и провалился в другую, рядом находящуюся дыру. Финн упал в странное королевство Огромн, а Джейк продолжал медленно падать на сломанной повозке вместе с говорящим медведем, который давно приделал к ней парашюты из брезента. |                                                                           |                |                                              |                 |             |               |
| 32 | «Друзья навсегда» «Friends Forever»                                       | Коул Санчес    | Коул Санчес Энди Ристейно                    | 16 апреля 2015  | 1025-191    | 1.570         |
| Ледяной Король пригласил в гости Мага Животворца, якобы, чтобы стать «лучшими» друзьями. Но на самом деле он использует мага в качестве создателя друзей. Ледяной Король оживляет все свои вещи, но они не хотят с ним общаться. |                                                                           |                |                                              |                 |             |               |
| 33 | «Джермейн» «Jermaine»                                                     | Андрес Салафф  | Джесси Мойнихэн Брэндон Грахам               | 23 апреля 2015  | 1025-192    | 1.530         |
| Проснувшись после странного сна, в котором был Джермейн (брат Джейка), Джейк и Финн намереваются пойти к нему в гости. На их пути — лес с многочисленными демонами, который, как не странно, они проходят без особых усилий. Дом Джермейна, в котором когда-то жили Финн и Джейк с родителями, окружён соляным барьером, чтобы демоны не прошли в него. Брат-отшельник разрешает Финну и Джейку остаться на ночь, но делает роковую ошибку! От переизбытка эмоций от старых вещей, они начинают прыгать и скакать по дому, снося всё на своём пути. Вдруг у Джермейна зазвонил будильник, чтобы перевернуть кассету с песней у маленького плюшевого медвежонка Бобу-Суса, который удерживает в подвале огромного монстра Брайса. Поднявшись наверх, Джейк начинает готовить ужин (жареный рис). Но это приводит к катастрофе, так как соль для риса он берёт из соляного барьера, запуская в дом демонов. |                                                                           |                |                                              |                 |             |               |
| 34 | «Чипсы и Мороженое» «Chips & Ice Cream»                                   | Коул Санчес    | Сео Ким Сомвиль Эксайфон                     | 30 апреля 2015  | 1025-194    | 1.690         |
| БиМО и его друзья сидят на концерте их любимого волшебника, который показывает якобы «кукольный театр». После концерта волшебник показывает своё лицо и спрашивает: кто его позовёт на ужин? Но все друзья БиМО уходят домой, и тот с радостью тут же решается пригласить его. За ужином, волшебник по имени Морти Роджерс, не хочет ничего есть, кроме Чипсов и Мороженого. И когда все садятся за стол, он начинает свой таинственный ритуал. |                                                                           |                |                                              |                 |             |               |
| 35 | «Шказки 1000+» «Graybles 1000+»                                           | Андрес Салафф  | Стив Вулфхард                                | 7 мая 2015      | 1025-195    | 1.580         |
| Эпизод посвящён ещё одним новым шказкам Кубера. В этот раз он захотел посмотреть на космическую свадьбу, но нечаянно убил невесту. Из-за этого ему пришлось спуститься на спасательной шлюпке своего космического корабля на Земли Ууу. Там Кубер пытается сбежать от преследователей, ища совета в шказках. |                                                                           |                |                                              |                 |             |               |
| 36 | «Уханье» «Hoots»                                                          | Адам Муто      | Кент Осборн Энди Ристейно                    | 14 мая 2015     | 1025-196    | 1.540         |
| Космическая Сова наблюдает за сном Финна, но увидел там прекрасную птицу и тут же потерял её из виду. В её поисках Сова обшаривает чужие сны. В следующий раз она сама нашла его. В порывах любви к ней Космическая Сова забывает о своём предназначении делать сны вещими и врывается вместе с птицей в сон принцессы Бубльгум. В этом сне возлюбленная Космической Совы вытворяет очень плохие дела, доходит до того, что принцесса Жвачка умирает! Сова тут же возвращает себя и свою даму обратно домой и заявляет, что бросает её. В итоге зрители узнают, что птицей во сне был «пингвин» Гантер — любимец Ледяного Короля. |                                                                           |                |                                              |                 |             |               |
| 37 | «Шалости в аквапарке» «Water Park Prank»                                  | Дэвид Фергусон | Дэвид Фергусон                               | 21 мая 2015     | 1025-202    | 1.420         |
| По дороге в аквапарк Джейк спрашивает Финна, взял ли он сменное бельё, после чего Финн мчится домой за ним. По дороге обратно он встретил принцесс Бубльгум и Орангутан, которая плакала из-за того, что попала в лужу с унылыми папочками. Находчивость Принцессы Бубльгум разрешила эту проблему. Поднимаясь на горку в аквапарке, Финн и Джейк услышали за своими спинами голос Ледяного Короля, который хотел превратить этот аквапарк в Ледопарк. Чтобы это предотвратить, они придумывают прикол против Короля. |                                                                           |                |                                              |                 |             |               |
| 38 | «Ты забыла свои нарукавники» «You Forgot Your Floaties»                   | Андрес Салафф  | Джесси Мойнихэн                              | 1 июня 2015     | 1025-197    | 1.570         |
| Наблюдая за падением из космоса шлема Гроба Гоба Глоба Грода, Финн и Джейк увидели, как Бетти его украла. Они проследовали за ней до дома Волшебного Чела, но не заметили, как он превратил их в яичницу и суп. Положив их на полку, Волшебный Чел спустился в подвал, и продолжил ритуал превращения в Глоба вместе с Бетти. Рядом с превращёнными героями на полке лежала банка с мантикорой, который рассказал им всю правду. |                                                                           |                |                                              |                 |             |               |
| 39 | «Быть ласковой» «Be Sweet»                                                | Элизабет Ито   | Сео Ким Сомвиль Эксайфон                     | 2 июня 2015     | 1025-199    | 1.670         |
| Готовясь ко сну, принцесса ППК обнаружила в своей постели жареную курицу, которую вскоре украл лесной житель. Она погналась за ним, и они вместе скатились в лужу грязи. Вдруг ей позвонила Деревяшка для того, чтобы она присмотрела за Крошкой Сви (бывшего Лича) и ласково уложила спать по особому протоколу. |                                                                           |                |                                              |                 |             |               |
| 40 | «Оргалорг» «Orgalorg»                                                     | Андрес Салафф  | Грэм Фальк                                   | 3 июня 2015     | 1025-198    | 1.300         |
| Занимаясь вязанием, Ледяной Король проголодался и полез в холодильник. Там сидели некоторые его пингвины вместе с Гантером. Они сторожили чизкейк, напичканный гранатой с усыпительным газом. Гантер, насильно запихав в рот Короля гранату, устроил вечеринку, позвав и ППК. На дискотеке устроили ипподром с моржами. Пупырка поставила все свои деньги на номер 5, который проиграл. Она спрыгнула в яму к моржам и начала бить неудачника, тот схватил её клыками, и Гантер полез её доставать. Морж укусил Гантера за голову, из трещины в которой вылез его мозг. Гантер потерял сознание, а когда очнулся, то вспомнил, что является могучим Оргалоргом, который сеял ужас и разрушение везде, где только побывал. |                                                                           |                |                                              |                 |             |               |
| 41 | «В бегах» «On the Lam»                                                    | Элизабет Ито   | Сео Ким Сомвиль Эксайфон Коул Санчес         | 4 июня 2015     | 1025-201    | 1.480         |
| Находясь в плену на другой планете, Мартин придумал план, как оттуда выбраться и украсть все драгоценности. Но в план вмешивается местное маленькое существо, которое оказывается лидером повстанцев. |                                                                           |                |                                              |                 |             |               |
| 42 | «Лёгкий апокалипсис» (Часть 1) «Hot Diggity Doom»                         | Андрес Салафф  | Том Херпич Стив Вулфхард                     | 5 июня 2015     | 1025-203    | 1.550         |
| После долгих лет ожидания популист Король Ууу наконец-то смог устроить выборы в Конфетном королевстве, воспользовавшись занятостью Принцессы Бубльгум, которая у себя в башне наблюдает за приближающейся кометой. Ей совершенно наплевать на выборы, так как она думает, что её народ выберет именно её. Но на голосовании происходит совершенно обратное. Жвачка в ярости уходит из Королевства в старую хижину вместе с Мятным Лакеем. Там они её ремонтируют, как будто «отстраивая королевство с нуля», по словам Бубльгум. Тем временем, Финн и Джейк замечают, что всё вокруг фиолетовое, так как комета-катализатор уже совсем близко. Жители королевства в панике. Финн и Джейк намереваются пойти к Королю Ууу, теперь уже официальному властному лицу, чтобы предупредить его об этой опасности. Но, услышав стук, они спускаются в секретное помещение Бубльгум, обнаруживая там Гантера-Оргалорга, который доделывает космическую ракету Бубльгум. |                                                                           |                |                                              |                 |             |               |
| 43 | «Комета» (Часть 2) «The Comet»                                            | Элизабет Ито   | Энди Ристейно Джесси Мойнихэн                | 5 июня 2015     | 1025-200    | 1.550         |
| Жвачка увидела, как из-под земли её королевства поднялась ракета с Оргалоргом, на которую успели забраться Финн и Джейк. Попав в открытый космос, Оргалорг превратился в огромный «зонтик», чтобы поймать комету. Финн и Джейк хотят помешать этому, но Оргалорг своими щупальцами отталкивает их, и приближается к комете. Друзья по инерции отдаляются друг от друга и ничего не могут поделать в невесомости. И тут Финн решается воззвать к высшим силам с помощью песни. Вдруг рядом появляется Мартин, сбежавший из плена на космическом мотыльке, которым не может управлять. Тем временем Джейка уносит всё дальше в космос. Вдруг мотылёк разворачивается и летит навстречу комете, которую всё-таки проглатывает Оргалорг, а Финн решается пролезть внутрь него. Он видит, что внутренние щупальца обвивают комету. С помощью травяного меча Финн с лёгкостью разрубил желудок Оргалорга и вырвался наружу вместе с кометой, которая к тому времени уже остыла и вскоре взломала свою каменную оболочку. Финн под влиянием кометы начинает вспоминать все свои прошлые жизни. Они начинают разговаривать на философские темы, и комета предлагает Финну выбор: остаться на Земле и жить дальше с друзьями или же полететь вместе с ней и перейти в новый форму существования. Финн выбирает первое, а вот Мартин — новую форму, исчезая вместе с кометой… Вдруг откуда ни возьмись появляется космический корабль с Джейком и Банановым Челом. Они спускаются на Землю, Оргалорг цепляется за корабль и сжимается в атмосфере обратно в Гантера. Корабль успешно приземляется. |                                                                           |                |                                              |                 |             |               |

## 7 сезон

### 1 часть
| 1 |                                          |               |                          |               |          |      |
| 1 | «Бонни и Недди» «Bonnie and Neddy»       | Андрес Салафф | Том Херпич Стив Вулфхард | 2 ноября 2015 | 1034-209 | 1.07 |
| Король Ууу, находясь во дворце с высокой кучей золота, посвящает Финна и Джейка в рыцари. После чего даёт им задание подняться и зайти в «экстремально опасное» помещение в кроне замка-дерева. Король Ууу думает, что там находятся новые горы сокровищ. Взломав дверь, они видят, что спуск по лестнице в запретное внутреннее святилище охраняют три подгнивших банановоина, которые пропускают их. В кромешной тьме они находят розового дракона, которое высасывает сок из корней дерева, перерабатывая его, чем обеспечивает жизнь королевства. Из-за жадности Короля Ууу дракон пугается и улетает. Оказалось, что это брат Бубльгум, Недди. |                                          |               |                          |               |          |      |
| 2 | «Вредители» «Varmints»                   | Элизабет Ито  | Крис Мукаи Адам Муто     | 3 ноября 2015 | 1034-208 | 1.31 |
| Марселин, летя к своей подруге Жвачке в гости, обнаруживает в её постели Короля Ууу. Разозлившись из-за этой ситуации, она летит в её новый дом. Жвачка сидит на крыльце и охраняет свои биоинженерные тыквы от вредителей. Марселин присоединяется к ней, и спустя некоторое время, три монстра вылезают из земли и начинают пожирать тыквы. Подруги гонятся за ними, попадая в заброшенную леденцовую шахту, и Марси вспоминает, как несколько веков назад они здесь бродили. Вдруг появляется Матка вредителей и пытается их убить. |                                          |               |                          |               |          |      |
| 3 | «Вишнёвая Крем-Сода» «Cherry Cream Soda» | Адам Муто     | Грэм Фальк               | 4 ноября 2015 | 1034-206 | 1.22 |
| Который раз, увидев страшный сон, как Мистер Газировка погибает, спасая Конфетное королевство в серии «Нечто большое», Вишнёвая Крем-Сода просыпается и идёт в ванну, где моется её новый муж — Старчи. Он предлагает похоронить останки её бывшего мужа, чтобы избавиться от таких снов. Крем-Сода так и сделала: она вышла в плохую погоду на улицу, вырыла яму железной палкой и опустила туда останки Мистера Газировки, после чего зарыла яму, попрощалась и ушла. Немного позже началась гроза, и молния ударила в эту палку, которая лежала рядом с могилой, тем самым оживив Мистера Газировку.                                             |                                          |               |                          |               |          |      |
| 4 | «Мама говорила» «Mama Said»              | Элизабет Ито  | Крис Мукаи Кент Осборн   | 5 ноября 2015 | 1034-218 | 1.16 |
| На заседании стражи Король Ууу показывает Финну и Джейку видео с летающим грибом, и повелевает им найти такой гриб, на который он мог бы сесть и полететь куда захочет. Герои долго бродят по лесу в поисках грибов, натыкаясь на небольшую поляну. Через некоторое время они слышат чьё-то пение и бегут на голос. Оказывается, что это Каньон (бывшая девушка Билли). Она пытается найти потерянный святой источник её семьи с помощью волшебной лозы. А за их спинами шляпка одно из грибов взлетает над землёй, притягивает к себе другие шляпки, становясь всё больше и больше и превращаясь в летающего монстра.                              |                                          |               |                          |               |          |      |
| 5 | «Футбол» «Football»                      | Андрес Салафф | Эмили Патридж Люк Пирсон | 6 ноября 2015 | 1034-207 | 1.26 |
| БиМО, вновь разговаривая через зеркало в ванной комнате с Футболом, решает поменяться с ним местами. После ритуала замещения, Футбол обещает, что вернётся на своё место в зеркале спустя сутки. Первым делом он бежит на улицу повидаться со «своими» друзьями, и ему так нравится реальный мир, что он больше не желает возвращаться обратно. |                                          |               |                          |               |          |      |

### Колья
| Часть нет: Колья |   |                                                             |               |                              |                |          |      |
| 6 | 1 | «Марселин, Королева вампиров» «Marceline the Vampire Queen» | Андрес Салафф | Ако Кастуэра Джесси Мойнихэн | 16 ноября 2015 | 1034-212 | 1.87 |
| Марселин обращается к Жвачке с просьбой вылечить её от вампиризма, так как она не хочет более быть бессмертной.                |   |                                                             |               |                              |                |          |      |
| 7 | 2 | «Всё остаётся» «Everything Stays»                           | Элизабет Ито  | Адам Муто Ханна К. Нюстрём   | 16 ноября 2015 | 1034-213 | 1.87 |
| Марселин вспоминает о своём прошлом, в том числе о противостоянии с вампирами.                                                 |   |                                                             |               |                              |                |          |      |
| 8 | 3 | «Дела вампирьи» «Vamps About»                               | Андрес Салафф | Том Херпич Стив Вулфхард     | 17 ноября 2015 | 1034-214 | 1.82 |
| Старые враги Марселин, пять смертоносных вампиров, возвращаются к жизни.                                                       |   |                                                             |               |                              |                |          |      |
| 9 | 4 | «Глаза Императрицы» «Empress Eyes»                          | Элизабет Ито  | Сео Ким Сомвиль Эксайфон     | 17 ноября 2015 | 1034-215 | 1.82 |
| Императрица прибывает в Ледяное Королевство и гипнотизирует Ледяного Короля, которого пытается спасти Марселин.                |   |                                                             |               |                              |                |          |      |
| 10 | 5 | «Можно войти?» «May I Come In?»                             | Адам Муто     | Эмили Патридж Люк Пирсон     | 18 ноября 2015 | 1034-216 | 1.85 |
| Финн, Джейк, Марселин и Жвачка борются со старомодным вампиром.                                                                |   |                                                             |               |                              |                |          |      |
| 11 | 6 | «Верните её» «Take Her Back»                                | Андрес Салафф | Ако Кастуэра Джесси Мойнихэн | 18 ноября 2015 | 1034-217 | 1.85 |
| Жвачка пытается вылечить Марселин, а Финн и Джейк ищут вампиршу Луну с целью получения её целительной силы.                    |   |                                                             |               |                              |                |          |      |
| 12 | 7 | «Шах и мат» «Checkmate»                                     | Элизабет Ито  | Ако Кастуэра Джесси Мойнихэн | 19 ноября 2015 | 1034-222 | 1.70 |
| Герои встречаются с Королём Вампиров, который отказывается от бесконечного противостояния и просит излечить его от вампиризма. |   |                                                             |               |                              |                |          |      |
| 13 | 8 | «Тёмное облако» «The Dark Cloud»                            | Андрес Салафф | Том Херпич Стив Вулфхард     | 19 ноября 2015 | 1034-219 | 1.70 |
| Героев ждёт финальная битва с Тёмным Облаком, но Марселин теряет волю к победе.                                                |   |                                                             |               |                              |                |          |      |

### 2 часть
| 2 |                                                                                  |                            |                                |                |                   |      |
| 1415 | «Чем больше Мо, тем мольше знаешь» «The More You Moe, The Moe You Know»          | Андрес Салафф Элизабет Ито | Том Херпич Стив Вулфхард       | 3 декабря 2015 | 1034-224 1034-228 | 1.20 |
| Сдвоенный рождественский эпизод. Мо посещает дом на дереве в день рождения БиМО.                                                                             |                                                                                  |                            |                                |                |                   |      |
| 16 | «Летние дожди» «Summer Showers»                                                  | Элизабет Ито               | Грэм Фальк                     | 7 января 2016  | 1034-223          | 1.10 |
| Дочь Джейка Виола принимает участие в пьесе ППК. |                                                                                  |                            |                                |                |                   |      |
| 17 | «Ангельское Личико» «Angel Face»                                                 | Элизабет Ито               | Сео Ким Сомвиль Эксайфон       | 11 января 2016 | 1034-210          | 1.11 |
| БиМО организует игру в ковбоев со своими друзьями. |                                                                                  |                            |                                |                |                   |      |
| 18 | «Президент Бурый Дельфин пропал!» «President Porpoise is Missing!»               | Андрес Салафф              | Сэм Элден Кент Осборн          | 12 января 2016 | 1034-211          | 1.21 |
| Финн и Джейк узнают, что президент Бурый Дельфин пропал и отправляются разобраться в этом деле.                                                              |                                                                                  |                            |                                |                |                   |      |
| 19 | «Пустоглазка» «Blank Eyed Girl»                                                  | Андрес Салафф              | Сео Ким Сомвиль Эксайфон       | 13 января 2016 | 1034-220          | 1.12 |
| Одной жуткой ночью Финн и Джейк сталкиваются лицом к лицу с городской легендой.                                                                              |                                                                                  |                            |                                |                |                   |      |
| 20 | «Плохие флюиды» «Bad Jubies»                                                     | Кирстен Лепоре             | Кирстен Лепоре                 | 14 января 2016 | 1034-205          | 1.22 |
| Финн, Джейк, БиМО и ППК, узнав о приближении смертельного урагана, начинают строить бункер.                                                                  |                                                                                  |                            |                                |                |                   |      |
| 21 | «Царский выкуп» «King’s Ransom»                                                  | Адам Муто                  | Ханна К. Нюстрём Андрес Салафф | 15 января 2016 | 1034-221          | 1.12 |
| Финн, Джейк и Ледяной Король отправляются на поиски похитителя Гантера.                                                                                      |                                                                                  |                            |                                |                |                   |      |
| 22 | «Пройдохи» «Scamps»                                                              | Элизабет Ито               | Кент Осборн Сомвиль Эксайфон   | 21 января 2016 | 1034-225          | 1.45 |
| Финн берёт группу проблемных детей Конфетного королевства в запоминающийся поход.                                                                            |                                                                                  |                            |                                |                |                   |      |
| 23 | «Пересечение» «Crossover»                                                        | Андрес Салафф              | Сэм Элден Джесси Мойнихэн      | 28 января 2016 | 1034-226          | 1.13 |
| Финн и Джейк проникают в измерение Фермомира, чтобы помешать тамошнему Личу проникнуть в остальные измерения Мультивселенной.                                |                                                                                  |                            |                                |                |                   |      |
| 24 | «Зал исхода» «The Hall of Egress»                                                | Андрес Салафф              | Том Херпич                     | 5 марта 2016   | 1034-227          | 1.24 |
| Оказавшись в ловушке в одиночестве, Финн должен разгадать загадку странной пещеры без выхода.                                                                |                                                                                  |                            |                                |                |                   |      |
| 25 | «Чары флейты» «Flute Spell»                                                      | Андрес Салафф              | Сэм Элден Джесси Мойнихэн      | 12 марта 2016  | 1034-231          | 1.01 |
| Финн помогает Колдунье-охотнице призвать Дух Леса с помощью игры на флейте.                                                                                  |                                                                                  |                            |                                |                |                   |      |
| 26 | «Тонкая жёлтая линия» «The Thin Yellow Line»                                     | Адам Муто                  | КэйСи Грин Эмили Патридж       | 19 марта 2016  | 1034-233          | 1.15 |
| Подозревая одного из Банановых стражей в хулиганстве, Финн и Джейк внедряются в их ряды.                                                                     |                                                                                  |                            |                                |                |                   |      |
| 27 | «Сломал свою корону» «Broke His Crown»                                           | Элизабет Ито               | Ако Кастуэра Ханна К. Нюстрём  | 26 марта 2016  | 1034-234          | 1.13 |
| Отправившись вместе с Марселин на вечеринку к Ледяному Королю, Принцесса Жвачка замечает, что с ним происходит что-то неладное.                              |                                                                                  |                            |                                |                |                   |      |
| 28 | «Не смотри» «Don’t Look»                                                         | Элизабет Ито               | Сео Ким Сомвиль Эксайфон       | 2 апреля 2016  | 1034-230          | 1.13 |
| Финн и Джейк отправляются на зловещую Мёртвую Гору, чтобы забрать проклятое сокровище.                                                                       |                                                                                  |                            |                                |                |                   |      |
| 29 | «За гротом» «Beyond the Grotto»                                                  | Андрес Салафф              | Сео Ким Сомвиль Эксайфон       | 9 апреля 2016  | 1034-235          | 1.06 |
| Устав от морского сала, Финн и Джейк бросают его в пруд. Осознав, что морское сало может выжить только в солёной воде, они отправляются спасать его.         |                                                                                  |                            |                                |                |                   |      |
| 30 | «Леди Ливнерог хрустального измерения» «Lady Rainicorn of the Crystal Dimension» | Элизабет Ито               | Грэм Фальк                     | 16 апреля 2016 | 1034-232          | 0.90 |
| Сын Джейка Т.В. находит спрятанную коробку и встречает ливнерога по имени Ли.                                                                                |                                                                                  |                            |                                |                |                   |      |
| 31 | «Я — меч» «I Am a Sword»                                                         | Элизабет Ито               | Сэм Элден Джесси Мойнихэн      | 23 апреля 2016 | 1034-236          | 0.91 |
| Финн теряет свой Финно-меч, и тот попадает к Принцессе Разбойнику.                                                                                           |                                                                                  |                            |                                |                |                   |      |
| 32 | «Бан Бан» «Bun Bun»                                                              | Элизабет Ито               | Сео Ким Сомвиль Эксайфон       | 5 мая 2016     | 1034-240          | 1.01 |
| Принцесса Жвачка создаёт для Булки с корицей приспешницу по имени Бан Бан и поручает Финну доставить её в Огненное Королевство.                              |                                                                                  |                            |                                |                |                   |      |
| 33 | «Нормальный Чел» «Normal Man»                                                    | Андрес Салафф              | Сэм Элден Джесси Мойнихэн      | 12 мая 2016    | 1034-241          | 1.38 |
| Нормальный Чел просит Финна и Джейка помочь спасти его брата.                                                                                                |                                                                                  |                            |                                |                |                   |      |
| 34 | «Элементаль» «Elemental»                                                         | Элизабет Ито               | Кент Осборн                    | 19 мая 2016    | 1034-242          | 1.17 |
| Ледяной Король обнаруживает сферу, из которой появляется ледяной элементаль по имени Терпеливая Святая Пим, находившаяся там тысячу лет.                     |                                                                                  |                            |                                |                |                   |      |
| 35 | «Пять застольных историй» «Five Short Tables»                                    | Элизабет Ито               | Крис Мукаи Алекс Сеннвальд     | 26 мая 2016    | 1034-237          | 1.36 |
| Фионна и Кейк отправляются в кулинарное путешествие. |                                                                                  |                            |                                |                |                   |      |
| 36 | «Мело-Яма» «The Music Hole»                                                      | Андрес Салафф              | Полли Го Андрес Салафф         | 23 июня 2016   | 1034-239          | 1.15 |
| Финн слышит таинственную песню во время судейства Битвы Групп.                                                                                               |                                                                                  |                            |                                |                |                   |      |
| 37 | «Карточные войны с папой и дочкой» «Daddy-Daughter Card Wars»                    | Андрес Салафф              | Адам Муто Стив Вулфхард        | 7 июля 2016    | 1034-238          | 1.16 |
| Джейк и Чарли объединяются, чтобы выиграть соревнование по Карточным Войнам.                                                                                 |                                                                                  |                            |                                |                |                   |      |
| 38 | «Предзагрузка» (Часть 1) «Preboot»                                               | Адам Муто                  | Адам Муто Алекс Сеннвальд      | 19 ноября 2016 | 1034-243          | 0.77 |
| Финн, Джейк и Сьюзен встречают Тиффани, который знакомит их с таинственной Доктором Гадкой (Dr. Gross), занимающейся разработкой киборгизированных животных. |                                                                                  |                            |                                |                |                   |      |
| 39 | «Перезагрузка» (Часть 2) «Reboot»                                                | Элизабет Ито               | Том Херпич Стив Вулфхард       | 19 ноября 2016 | 1034-244          | 0.77 |
| Финн и Джейк пытаются остановить Сьюзен, после того, как активировался её мозговой чип.                                                                      |                                                                                  |                            |                                |                |                   |      |

## 8 сезон
| № | Название                                              | Режиссёр     | Автор сценария                   | Дата премьеры  | Произв. код | Зрители (млн) |
| --- | ----------------------------------------------------- | ------------ | -------------------------------- | -------------- | ----------- | ------------- |
| 1 | «Два меча» (Часть 3) «Two Swords»                     | Коул Санчес  | Том Херпич Стив Вулфхард         | 23 января 2017 | TBA         | 0.88          |
| После того как Травяной меч сливается с Финно-мечом, появляется новое, но хорошо знакомое существо.                        |                                                       |              |                                  |                |             |               |
| 2 | «Не навреди» (Часть 4) «Do No Harm»                   | Коул Санчес  | Лаура Кнэтсгер Эмили Патридж     | 23 января 2017 | TBA         | 0.88          |
| Пока Финн поправляется в больнице, Джейк пытается договориться с их неожиданным гостем.                                    |                                                       |              |                                  |                |             |               |
| 3 | «Покатушки» «Wheels»                                  | Элизабет Ито | Грэм Фальк Шармейн Верхаген      | 24 января 2017 | TBA         | 0.91          |
| Ким Кил Ван беспокоится за будущее своей дочери и просит у Джейка родительского совета.                                    |                                                       |              |                                  |                |             |               |
| 4 | «Повышенная странность» «High Strangeness»            | Элизабет Ито | Сэм Элден Пендлтон Уорд          | 25 января 2017 | TBA         | 0.95          |
| Ночные встречи Деревяшки с греями наводят её на след тайных замыслов Принцессы Жвачки.                                     |                                                       |              |                                  |                |             |               |
| 5 | «Конь и мяч» «Horse and Ball»                         | Коул Санчес  | Сео Ким Сомвиль Эксайфон         | 26 января 2017 | TBA         | 0.76          |
| Когда с Джеймсом Бакстером случается несчастье, Финн и Джейк приходят на помощь.                                           |                                                       |              |                                  |                |             |               |
| 6 | «У желейных бобов есть сила» «Jelly Beans Have Power» | Коул Санчес  | Ханна К. Нюстрём Алекс Сеннвальд | 27 января 2017 | TBA         | 0.91          |
| Научный ум Принцессы Бубльгум должен бороться с её магическим потенциалом, когда она сталкивается с Кристальной Сущностью. |                                                       |              |                                  |                |             |               |

### Острова
| Часть нет: Острова                                                                                            |   |                                                      |              |                                      |                |     |      |
| 7 | 1 | «Приглашение» «The Invitation»                       | Элизабет Ито | Сэм Элден Полли Го                   | 30 января 2017 | TBA | 1.20 |
| Загадочный корабль вторгается в Земли Ууу, и Финн думает, что он может содержать секреты его прошлого.        |   |                                                      |              |                                      |                |     |      |
| 8 | 2 | «Счастливый дракон Уиппл» «Whipple the Happy Dragon» | Элизабет Ито | Сео Ким Сомвиль Эксайфон             | 30 января 2017 | TBA | 1.20 |
| Финн, Джейк и Сьюзен отправляются в плавание по океану, где их ожидают чудеса и опасности.                    |   |                                                      |              |                                      |                |     |      |
| 9 | 3 | «Таинственный остров» «Mysterious Island»            | Коул Санчес  | Том Херпич Стив Вулфхард             | 31 января 2017 | TBA | 1.09 |
| После кораблекрушения Финн просыпается в одиночестве и отправляется на поиски друзей по причудливому острову. |   |                                                      |              |                                      |                |     |      |
| 10 | 4 | «Воображаемые ресурсы» «Imaginary Resources»         | Элизабет Ито | Грэм Фальк Пендлтон Уорд             | 31 января 2017 | TBA | 1.09 |
| Финн и Джейк попадают в страну, где реальность была переработана и улучшена.                                  |   |                                                      |              |                                      |                |     |      |
| 11 | 5 | «Прятки» «Hide and Seek»                             | Элизабет Ито | Ханна К. Нюстрём Алекс Сеннвальд     | 1 февраля 2017 | TBA | 1.01 |
| Исследуя футуристические руины, Сьюзен видит следы знакомой девушки.                                          |   |                                                      |              |                                      |                |     |      |
| 12 | 6 | «Мин и Марти» «Min & Marty»                          | Коул Санчес  | Сэм Элден Кент Осборн                | 1 февраля 2017 | TBA | 1.01 |
| Неожиданное открытие Сьюзен приводит Финна ближе к ответам о его прошлом.                                     |   |                                                      |              |                                      |                |     |      |
| 13 | 7 | «Помощники» «Helpers»                                | Элизабет Ито | Том Херпич Стив Вулфхард             | 2 февраля 2017 | TBA | 1.00 |
| Финн и его друзья отправляются в последнее убежище людей под названием Остров Основателей.                    |   |                                                      |              |                                      |                |     |      |
| 14 | 8 | «Светлое облако» «The Light Cloud»                   | Коул Санчес  | Грэм Фальк Адам Муто Алекс Сеннвальд | 2 февраля 2017 | TBA | 1.00 |
| Финн противостоит силе Острова Основателей, но вернётся ли он когда-нибудь домой в Ууу?                       |   |                                                      |              |                                      |                |     |      |

## 9 сезон
| № | Название                                                                  | Режиссёр     | Автор сценария                   | Дата премьеры  | Произв. код | Зрители (млн) |
| --- | ------------------------------------------------------------------------- | ------------ | -------------------------------- | -------------- | ----------- | ------------- |
| 1 | «Сфера» «Orb»                                                             | Элизабет Ито | Адам Муто Алекс Сеннвальд        | 21 апреля 2017 | 1042-259    | 0.71          |
| Финн, Джейк и БиМО попадают под влияние таинственной сферы по пути домой.                                                                  |                                                                           |              |                                  |                |             |               |
| 2 | «Элементы. Часть 1: Небесные Крючья» «Elements Part 1: Skyhooks»          | Коул Санчес  | Сэм Элден Полли Го               | 24 апреля 2017 | 1042-260    | 0.83          |
| Финн и Джейк возвращаются в Ууу, но обнаруживают, что за время их отсутствия произошли глобальные изменения.                               |                                                                           |              |                                  |                |             |               |
| 3 | «Элементы. Часть 2: Индивидуальный пошив» «Elements Part 2: Bespoken For» | Элизабет Ито | Сео Ким Сомвиль Эксайфон         | 24 апреля 2017 | 1042-261    | 0.83          |
| Ледяной Король предаётся воспоминаниям, наполненным драмой, романтикой и мужской модой.                                                    |                                                                           |              |                                  |                |             |               |
| 4 | «Элементы. Часть 3: Зимний свет» «Elements Part 3: Winter Light»          | Коул Санчес  | Лаура Кнетцгер Стив Волфард      | 25 апреля 2017 | 1042-262    | 0.98          |
| Финн, Джейк и Ледяной Король отправляются в обновлённое Ледяное Королевство, чтобы противостоять тем, кто ответственен за изменения в Ууу. |                                                                           |              |                                  |                |             |               |
| 5 | «Элементы. Часть 4: Облачность» «Elements Part 4: Cloudy»                 | Элизабет Ито | Грэм Фальк Кент Осборн           | 25 апреля 2017 | 1042-263    | 0.98          |
| Финн и Джейк должны избежать вечного скитания в небесах, чтобы восстановить Ууу.                                                           |                                                                           |              |                                  |                |             |               |
| 6 | «Элементы. Часть 5: Слизевый централ» «Elements Part 5: Slime Central»    | Элизабет Ито | Ханна К. Нюстрём Алекс Сеннвальд | 26 апреля 2017 | 1042-264    | 0.92          |
| Когда Финн и Джейк проникают в Королевство Слизи, они оказываются втянутыми в очень горячее состязание на роликовых коньках.               |                                                                           |              |                                  |                |             |               |
| 7 | «Элементы. Часть 6: Счастливый воин» «Elements Part 6: Happy Warrior»     | Коул Санчес  | Сэм Элден Полли Го               | 26 апреля 2017 | 1042-265    | 0.92          |
| Финн и его друзья с боем пробираются через жестокое Огненное Королевство, чтобы найти принцессу Пламя.                                     |                                                                           |              |                                  |                |             |               |
| 8 | «Элементы. Часть 7: Сердце героя» «Elements Part 7: Hero Heart»           | Элизабет Ито | Сео Ким Сомвиль Эксайфон         | 27 апреля 2017 | 1042-266    | 0.90          |
| Между двумя королевствами вспыхивает полномасштабная война, и самый неожиданный герой Ууу должен её остановить.                            |                                                                           |              |                                  |                |             |               |
| 9 | «Элементы. Часть 8: Небесные крючья II» «Elements Part 8: Skyhooks II»    | Коул Санчес  | Стив Вольфхард                   | 27 апреля 2017 | 1042-267    | 0.90          |
| Финн и Принцесса Пупырка объединяются, чтобы обратить вспять изменения в Ууу.                                                              |                                                                           |              |                                  |                |             |               |
| 10 | «Абстракция» «Abstract»                                                   | Адам Муто    | Грэм Фальк Лаура Кнэтсгер        | 17 июля 2017   | 1042-268    | 0.77          |
| Джейку снятся странные сны с его братом Джермейном, вызванные произошедшими с ним изменениями.                                             |                                                                           |              |                                  |                |             |               |
| 11 | «Пробелы» «Ketchup»                                                       | Элизабет Ито | Сео Ким Сомвиль Эксайфон         | 18 июля 2017   | 1042-271    | 0.67          |
| БиМО и Марселин обмениваются историями о своих недавних приключениях.                                                                      |                                                                           |              |                                  |                |             |               |
| 12 | «Фионна и Пирожок и Фионна» «Fionna and Cake and Fionna»                  | Элизабет Ито | Ханна К. Нюстрём Алекс Сеннвальд | 19 июля 2017   | 1042-269    | 0.69          |
| Во время чтения Ледяным Королём книги о Фионне и Пирожке неожиданно появляется новый и авторитетный критик его рукописи.                   |                                                                           |              |                                  |                |             |               |
| 13 | «Шёпот» «Whispers»                                                        | Коул Санчес  | Сэм Элден Полли Го               | 20 июля 2017   | 1042-270    | 0.76          |
| Финн вынужден вступить в противостояние со своим заклятым врагом Личем, чтобы спасти Крошку Сви.                                           |                                                                           |              |                                  |                |             |               |
| 14 | «Три ведра» «Three Buckets»                                               | Коул Санчес  | Том Херпич Стив Вулфхард         | 21 июля 2017   | 1042-272    | 0.85          |
| Ничего не предвещающий визит Финна и Ферна в старые руины заканчивается для них катастрофой.                                               |                                                                           |              |                                  |                |             |               |

## 10 сезон
| № | Название                                            | Режиссёр                    | Автор сценария                                                                              | Дата премьеры    | Произв. код   | Зрители (млн) |
| --- | --------------------------------------------------- | --------------------------- | ------------------------------------------------------------------------------------------- | ---------------- | ------------- | ------------- |
| 1 | «Дикая охота» «The Wild Hunt»                       | Коул Санчес                 | Сэм Элден, Эрик Фонтейн, Полли Го                                                           | 17 сентября 2017 | 1054-275      | 0.77          |
| Свирепое существо терроризирует Конфетное королевство, но прежде чем Финн сможет убить зверя, он должен преодолеть чувство вины. |                                                     |                             |                                                                                             |                  |               |               |
| 2 | «БиМО всегда заключает сделку» «Always BMO Closing» | Диана Лафиятис              | Грэм Фальк Кент Осборн                                                                      | 17 сентября 2017 | 1054-273      | 0.77          |
| БиМО и Ледяной Король переодеваются коммивояжёром и проводят выгодные сделки. |                                                     |                             |                                                                                             |                  |               |               |
| 3 | «Сын Рэп-Медведя» «Son of Rap Bear»                 | Диана Лафиятис              | Сео Ким Сомвиль Эксайфон                                                                    | 17 сентября 2017 | 1054-276      | 0.77          |
| Когда Принцесса Пламя ввязывается в рэп-баттл с непобедимым Сыном Рэп-Медведя, Финн должен помочь ей подготовиться. |                                                     |                             |                                                                                             |                  |               |               |
| 4 | «Боннибель Бубльгум» «Bonnibel Bubblegum»           | Диана Лафиятис              | Ханна К. Нюстрём Алекс Сеннвальд                                                            | 17 сентября 2017 | 1054-274      | 0.77          |
| Давно потерянный артефакт Принцессы Жвачки навевает ей воспоминания о создании Конфетного королевства. |                                                     |                             |                                                                                             |                  |               |               |
| 5 | «Семнадцатилетие» «Seventeen»                       | Коул Санчес                 | Сео Ким Сомвиль Эксайфон                                                                    | 17 декабря 2017  | 1054-281      | 0.76          |
| Таинственный рыцарь приходит на день рождения Финна и приносит ему опасный подарок. |                                                     |                             |                                                                                             |                  |               |               |
| 6 | «Кольцо огня» «Ring of Fire»                        | Коул Санчес                 | Том Херпич Стив Вулфхард                                                                    | 17 декабря 2017  | 1054-277      | 0.76          |
| Когда старый возлюбленный звонит по срочному делу, Деревяшка переосмысливает своё прошлое и настоящее. |                                                     |                             |                                                                                             |                  |               |               |
| 7 | «Марси и Хансон» «Marcy & Hunson»                   | Коул Санчес                 | Грэм Фальк Адам Муто                                                                        | 17 декабря 2017  | 1054-278      | 0.76          |
| Хансон Абадир возвращается в Ууу для разговора со своей дочерью, но докажет ли он, что изменился? |                                                     |                             |                                                                                             |                  |               |               |
| 8 | «Первое расследование» «The First Investigation»    | Диана Лафиятис              | Ханна К. Нюстрём Алекс Сеннвальд                                                            | 17 декабря 2017  | 1054-279      | 0.76          |
| Финн и Джейк расследуют сообщение о преследовании Джошуа и Маргарет в старом офисе. |                                                     |                             |                                                                                             |                  |               |               |
| 9 | «Бленаны» «Blenanas»                                | Диана Лафиятис              | Сэм Элден Патрик МакХейл                                                                    | 18 марта 2018    | 1054-280      | 0.53          |
| Новую шутку Финна не оценивают по достоинству, поэтому он намеревается доказать, что все скептики ошибаются. |                                                     |                             |                                                                                             |                  |               |               |
| 10 | «Джейк, Дитя Звёзд» «Jake the Starchild»            | Коул Санчес                 | Ханна К. Нюстрём Алекс Сеннвальд                                                            | 18 марта 2018    | 1054-283      | 0.53          |
| Джейк отправляется в другое измерение со своим инопланетным отцом, чтобы там исполнить своё грандиозное предназначение. |                                                     |                             |                                                                                             |                  |               |               |
| 11 | «Храм Марса» «Temple of Mars»                       | Диана Лафиятис              | Том Херпич Стив Вулфхард                                                                    | 18 марта 2018    | 1054-282      | 0.53          |
| В поисках ответов на Марсе Финн и Джермейн должны сначала преодолеть хитрую психологическую ловушку. |                                                     |                             |                                                                                             |                  |               |               |
| 12 | «Гумбальдия» «Gumbaldia»                            | Диана Лафиятис              | Грэм Фальк Сэм Элден                                                                        | 18 марта 2018    | 1054-284      | 0.53          |
| Финн и Джейк в качестве послов Конфетного королевства отправляются в новое могущественное город-государство в последней попытке остановить войну. |                                                     |                             |                                                                                             |                  |               |               |
| 13—16 | «Пойдём со мной» «Come Along With Me»               | Коул Санчес, Диана Лафиятис | Том Херпич, Стив Вулфхард, С. Эксайфон, С. Ким, А. Сеннуолд, Х. Нюстрём, С. Олден, Г. Фальк | 3 сентября 2018  | 1054-285 —288 | 0.92          |
| БиМО через 1000 лет повествует о Великой Жвачной войне, в которой Принцесса Бубльгум, Финн, Джейк, Леди Радугарог, Марселин, Принцесса Пламя, Граф Лимонохват, Колдунья Охотница и ППК объединились, чтобы сразиться с Гамбалдом и его армией, а также причину появления металлической руки Финна в качестве реликвии. |                                                     |                             |                                                                                             |                  |               |               |

## Далёкие земли
| Часть нет: Далёкие земли |                                   |                         |                                                                                                |                 |     |     |
| 1 | «БиМО» «BMO»                      | Мики Брюстер            | Ханна К. Нюстрём, Игги Крейг, Лаура Кнэтсгер, Анна Сивертссон, Адам Муто                       | 25 июня 2020    | TBA | н/д |
| БиМО летит на Марс, но попадает на гибнущую в дальнем космосе инопланетную космическую станцию. |                                   |                         |                                                                                                |                 |     |     |
| 2 | «Обсидиан» «Obsidian»             | Мики Брюстер            | Ханна К. Нюстрём, Анна Сивертссон, Игги Крейг, М. Куинн, Майя Петерсен, Дж. Кэмпбелл, Э. Энсти | 19 ноября 2020  | TBA | н/д |
| Стекляннчик пытается заделать трещину в своей голове с помощью огня дракона Мольто Ларво, запертого в пещере, но тот вырывается на волю, круша стеклянное королевство. Тогда юноша ищет помощи Марселин, в стародавние времена уже победившей дракона своей музыкой. В серии также раскрывается история её детства и отношений с Принцессой Жвачкой. |                                   |                         |                                                                                                |                 |     |     |
| 3 | «Снова вместе» «Together Again»   | Мики Брюстер            | Ханна К. Нюстрём, Анна Сивертссон, Игги Крейг, Майя Петерсен, Серена Ву                        | 20 мая 2021     | TBA | н/д |
| Умерший от старости Финн ищет в загробных мирах Джейка. Вместе они борются с сыном Смерти, одержимым Личем, побеждая с помощью Жизни. В конце выбирают для себя реинкарнацию. |                                   |                         |                                                                                                |                 |     |     |
| 4 | «Город волшебников» «Wizard City» | Джефф Лью, Мики Брюстер | Майя Петерсен, Ханна К. Нюстрём, Анна Сивертссон, Алекс Сеннуолд, Хэвон Ли                     | 2 сентября 2021 | TBA | н/д |
| Помолодевший Мятный Лакей (в конце эпизода «Гумбольдия») отправляется учиться в школу волшебников. Вместе с племянницей Абракаданиэля он раскрывает заговор некоторых преподавателей и отвергает свою тёмную сторону. |                                   |                         |                                                                                                |                 |     |     |

## Мини-серии

### DVD мини-серия
| Часть нет: DVD мини-серия                                                                        |                      |            |              |
| 1                                                                                                | «Палочка» «The Wand» | Том Херпич | 10 июля 2012 |
| Финн и Джейк вынуждены объединиться с Ледяным Королём, чтобы остановить разбушевавшуюся палочку. |                      |            |              |

### Шказки всех сортов
3-минутные эпизоды 6-го сезона.
| Часть нет: Graybles Allsorts |                                                                     |               |                |
| 1 | «Все славно, а у крыс и подавно» «All’s Well That Rats Swell»       | Стив Вулфхард | 6 июля 2015    |
| БиМО, ухаживая за всеми по утрам, увидел в шкафу с мукой крысу. Он объявляет незваному гостю войну на пальцах. Крыса же без раздумий кусает БиМО за палец, и он с криком бежит к Финну, чтобы тот поцеловал ему палец, таким образом занося заразу в организм друга. |                                                                     |               |                |
| 2 | «Видали ли вы кексовый беспорядок?» «Have You Seen the Muffin Mess» | Стив Вулфхард | 3 августа 2015 |
| Принцесса Жвачка, экспериментируя с нанитами, создаёт кекс. В итоге, чего он ни коснётся, всё превращается в него. Спустя некоторое время нанитов появляется так много, что они все вместе превращаются в один большой кекс. Но на этом их распространение не заканчивается. Их генерируется всё больше и больше, что в итоге приводит к катастрофе и превращении дома во множество кексов. Жвачка немедленно звонит Финну и Джейку. Финн до сих пор болеет крысиной лихорадкой, но всё-таки соглашается ей помочь. Придя на место катастрофы и поднявшись на гору кексов, он падает и заражает кексы своей болезнью. В процессе мутации нормальных частиц нанитов с заражёнными, появляется огромное неизвестное существо, которое уходит в направлении Конфетного королевства. |                                                                     |               |                |
| 3 | «Так ты любишь яблочки, Хаврония?» «Sow, Do You Like Them Apples»   | Женева Ходсон | 1 октября 2015 |
| Ледяной Король, проснувшись ночью от странного звука в животе, захотел есть. Посмотрев в холодильник, он ничего там не нашёл и направился к телескопу, обнаружив себе добычу — свинью. Попытавшись её съесть живьём, он получил отпор, после чего упал в грязь и стал плакать. В это время над этим местом пролетала Марселин с полным пакетом еды. Дав яблоко свинье и Саймону, она внезапно схватила животное и засунула свинье в рот второе яблоко, как бы намекая на блюдо «поросёнок, запечённый с яблоком». |                                                                     |               |                |
| 4 | «Подарки Жнеца» «The Gift That Reaps Giving»                        | Полли Го      | 1 ноября 2015  |
| Смерть хочет записать микстейп в подарок своей девушке Жизни на её день рождения, но в самый неподходящий момент его магнитофон ломается. Со злости Смерть разбивает магнитофон и идёт на охоту в Конфетное королевство, чтобы добыть запись нужной ему песни любой ценой. Когда он пытается убить одну из подданных, его пугает Джейк, и Смерть промахивается. Он говорит Финну и Джейку, что «кустует» (bushing), и что в землях мёртвых все так делают. В итоге он записывает микстейп на CD, а Жизнь радуется подарку, так как у неё есть, на чём его послушать, в отличие от всех тех кассет, что он дарил. |                                                                     |               |                |

### Сезоны лягушек
2-минутные эпизоды.
| Часть нет: Сезоны лягушек |                                                                |                        |                 |
| 1                         | «Сезоны лягушек, весна» «Frog Seasons, Spring»                 | Ханна К. Нюстрём       | 2 апреля 2016   |
| 2                         | «Сезоны лягушек, лето» «Frog Seasons, Summer»                  | Винифред Барнум Невман | 9 апреля 2016   |
| 3                         | «Сезоны лягушек, осень» «Frog Seasons, Autumn»                 | Ханна К. Нюстрём       | 16 апреля 2016  |
| 4                         | «Сезоны лягушек, зима» «Frog Seasons, Winter»                  | Адам Муто              | 23 апреля 2016  |
| 5                         | «Сезоны лягушек, весна (опять)» «Frog Seasons, Spring (Again)» | Ханна К. Нюстрём       | 2 сентября 2016 |

## Специальный выпуск
| Часть нет: Специальный выпуск |                                         |           |                                    |              |         |      |
| 1 | «Алмазы и лимоны» «Diamonds and Lemons» | Адам Муто | Ханна К. Нюстрём и Анна Сивертссон | 20 июля 2018 | TBA-289 | 1.02 |
| В Minecraft-версии Ууу Финн приносит ведро воды Джейку, который добывает алмазы. Собрав целую тележку, он начинает бросать их в лаву, расстраивая Финна, который думает, что их следует использовать для чего-то более полезного. Финн берет алмаз, идёт к Принцессе Бубльгум и Марселин, которые строят ветряную мельницу, рассказывает о своей цели и ПБ создаёт фейерверк из алмаза. Лимонохват тем временем пытается вырастить лимонное дерево, но слишком некомпетентен, поэтому ПБ и Марселин дают ему ростки дуба и тропического дерева и костную муку, чтобы они росли быстрее. Финн просит яблочный пирог у Деревяшки, но у неё есть только тыквы. Она делает тыквенный пирог и отдаёт Финну. По дороге домой он встречает Эндермана. ППК пугает того, а Ледяной Король пытается «загриферить» Финна, украв тыкву, но злит Эндермана, посмотрев на него. На следующий день дерево Лимонохвата вырастает, но плодоносит яблоками, а не лимонами, что злит его, но радует Деревяшку. Финн демонстрирует фейерверк Джейку, фейерверк делает дыру в потолке пещеры, но Джейк счастлив. Поток из потолка превращает озеро лавы в обсидиан. Во время титров ПБ и Марселин завершают строительство, Деревяшка делает яблочные пироги, Лимонохват срубает блок древисины, Ледяной Король делает домик из грязи, в ужасе от окружающих его враждебных мобов, а Эндерман создаёт друга — Снежного Голема из блоков снега и тыквы, украденной у Ледяного Короля. |                                         |           |                                    |              |         |      |

## Переводы Cartoon Network
Эквивалентные указанным или слегка неточные.
1. ↑  «Справочник!» (перевод с греческого)
2. ↑  «Воспоминания о Горе Бум Бум»
3. ↑  «Изгнаны!»
4. ↑  «Колдовской сад»
5. ↑  «Сторонник»
6. ↑  «Фатальная ошибка»
7. ↑  Без перевода.
8. ↑  «Воспоминание воспоминания»
9. ↑  «Застывшие»
10. ↑  «Фионна и Пирожок»
11. ↑  «Плохо и ещё хуже»
12. ↑  «Красоляндия»
13. ↑  «Горячо на ощупь»
14. ↑  «Пять приключариков»
15. ↑  «Странные сетевики»
16. ↑  «Обними волка»
17. ↑  «Моя жена — Принцесса Монстр»
18. ↑  «Картные войны»
19. ↑  «Сыновья Марса»
20. ↑  «Прожигание»
21. ↑  «БиМО Детектив»
22. ↑  «Власть Гантеров»
23. ↑  «Ещё пять приключариков»
24. ↑  «Таинственный застенок»
25. ↑  «Подземелье костей»
26. ↑  «Что глюк, то глюк»
27. ↑  «Пикник у Бубльгум»
28. ↑  «Всё кончено, Остров-сеньорита»
29. ↑  «Ещё пять новых приключариков»
30. ↑  «Только для магов»
31. ↑  «Лёд и пламя»
32. ↑  «Принц в коробке»
33. ↑  «Муха-призрак»
34. ↑  «Будь ласковой»
35. ↑  «Бегство»
36. ↑  «Вишнёвая Содовая»
37. ↑  «Ангелок»
38. ↑  «Пропажа президента Дельфина!»
39. ↑  «Леди Ливнерог и кристальное измерение»
40. ↑  «Обычный Чел»
41. ↑  «Дочки-отцы и карточные войны»
42. ↑  «Уиппл, счастливый змей»
43. ↑  «Виртуальная реальность»
44. ↑  «Спасатели»
45. ↑  «Сын Миши-Рэпа»
46. ↑  «Семнадцать»

### Наименее точные и неверные
Часть из них описывают сюжет подробнее.
1. ↑  «Мои самые любимые друзья»
2. ↑  «Звон свадебных колоколов»
3. ↑  «Город чудаков»
4. ↑  «Тепловая подпись»
5. ↑  «Конкурс красоты»
6. ↑  «Фрики»
7. ↑  «Новые границы»
8. ↑  «Зашифрованные тайны»
9. ↑  «Папин за́мок»
10. ↑  «Сон любви»
11. ↑  «В мире духов»
12. ↑  «Леди и масики»
13. ↑  «Кто это сделал?»
14. ↑  «Нехитрое детище»
15. ↑  «Подушколяндия»
16. ↑  «Заклятый враг»
17. ↑  «Глаза Королевы»
18. ↑  «Зануды»
19. ↑  «Зал игрес» (транслитерация)
20. ↑  «Элементальная угроза»
21. ↑  «Полная необъяснимость»
22. ↑  «Сила сладости»
23. ↑  «Предвещание»
24. ↑  «Сердце воина»
25. ↑  «Ночные голоса»
26. ↑  «Новое амплуа БиМО»
27. ↑  «Юмор и подсознание»

## Комментарии
1. ↑  По словам сценаристов, «grayble» образовано от «fable»[21] (басня, сказка, легенда).
2. ↑  Одно из фамильярных производных имени Принцессы Бубльгум (Жвачки).
3. ↑  «Подушечная» версия морского оклика ahoy.
4. ↑  Этот эпизод был впервые показан в Латинской Америке на канале Cartoon Network, но официальной датой показа считается 15 января 2015 года.
5. ↑  Бывший Волшебный Чел.